# Primera División de España 2011-12
La temporada 2011/12 de la Liga BBVA fue la 81.ª edición de la Primera División de España de fútbol. El torneo lo organiza la Liga de Fútbol Profesional (LFP). El R. C. Deportivo de La Coruña, por primera vez en 20 años, no participó en la categoría; en cambio, regresó a la misma el Real Betis Balompié tras dos años de ausencia, acompañado por el Rayo Vallecano de Madrid, cuya última participación se produjo en la temporada 2002/03, y el Granada C. F., que estuvo presente por última vez en la campaña 1975/76.
La competición empezó el 27 de agosto de 2011 y terminó el 13 de mayo de 2012. Inicialmente estaba previsto que diera comienzo el día 20 de agosto, pero la AFE, con el apoyo de los futbolistas, convocó una huelga como medida de presión para conseguir mejores condiciones en el convenio colectivo, por lo que no se pudo disputar la primera jornada de liga en la fecha fijada. Esto dio lugar a que se aplazara la jornada inaugural para el fin de semana del 22 de enero de 2012 y, la vigésima, para el 2 de mayo del mismo año.
El Real Madrid C. F. se coronó campeón a falta de tres jornadas con un récord de 100 puntos, consiguiendo así su 32.º título de Liga. Además, también logró batir otros registros históricos como el de equipo más goleador, con 121 tantos, el de equipo con mayor diferencia positiva de goles (+89) y el de mayor número de victorias en una temporada, con 32. Por otra parte, el Málaga C. F. se clasificó, por primera vez en su historia, para disputar la Liga de Campeones, mientras que el Levante U. D. hizo lo propio finalizando en puestos de acceso a la UEFA Europa League.
Esta Liga pasó a la historia como la Liga de los récords, pues en ella se establecieron el máximo de puntos, goles anotados y diferencia de goles por el Real Madrid, y Lionel Messi fue el máximo goleador en una temporada con 50 tantos.

### Ascensos y descensos
Un total de 20 equipos disputarán la liga, incluyendo 17 equipos de la Primera División de España 2010-11 y tres ascendidos desde la Segunda División de España 2010-11.
| Pos. | Descendidos a 2.ª División   |
| ---- | ---------------------------- |
| 18.º | R. C. Deportivo de La Coruña |
| 19.º | Hércules C. F.               |
| 20.º | U. D. Almería                |

| Pos. | Ascendidos de 2.ª División |
| ---- | -------------------------- |
| 1.º  | Real Betis Balompié        |
| 2.º  | Rayo Vallecano             |
| 5º.  | Granada C. F.              |

## Equipos participantes
| Equipo                                   | Ciudad                | Entrenador            | Estadio                     | Aforo  | Marca   | Patrocinador             |
| ---------------------------------------- | --------------------- | --------------------- | --------------------------- | ------ | ------- | ------------------------ |
| Athletic Club                            | Bilbao                | Marcelo Bielsa        | San Mamés                   | 40 000 | Umbro   | Petronor                 |
| Club Atlético de Madrid                  | Madrid                | Diego Simeone         | Vicente Calderón            | 54 851 | Nike    | Huawei                   |
| Club Atlético Osasuna                    | Pamplona              | José Luis Mendilibar  | Reyno de Navarra            | 19 800 | Astore  |                          |
| Fútbol Club Barcelona                    | Barcelona             | Josep Guardiola       | Camp Nou                    | 99 354 | Nike    | Qatar Foundation, Unicef |
| Getafe Club de Fútbol                    | Getafe                | Luis García Plaza     | Coliseum Alfonso Pérez      | 18 000 | Joma    | Burger King              |
| Granada Club de Fútbol                   | Granada               | Abel Resino           | Nuevo Los Cármenes          | 22 524 | Legea   | Caja Granada             |
| Levante Unión Deportiva                  | Valencia              | Juan Ignacio Martínez | Ciudad de Valencia          | 25 354 | Luanvi  | Comunidad Valenciana     |
| Málaga Club de Fútbol                    | Málaga                | Manuel Pellegrini     | La Rosaleda                 | 28 963 | Nike    | Unesco                   |
| Rayo Vallecano de Madrid                 | Madrid                | José Ramón Sandoval   | Campo de fútbol de Vallecas | 15 500 | Erreà   |                          |
| Real Betis Balompié                      | Sevilla               | Pepe Mel              | Benito Villamarín           | 51 309 | RBb     | Cirsa                    |
| Real Club Deportivo Espanyol             | Cornellá de Llobregat | Mauricio Pochettino   | Cornellà-El Prat            | 42 000 | Li Ning | Cancún                   |
| Real Club Deportivo Mallorca             | Palma de Mallorca     | Joaquín Caparrós      | Iberostar Estadio           | 23 142 | Macron  | Bet-At-Home              |
| Real Madrid Club de Fútbol               | Madrid                | José Mourinho         | Santiago Bernabéu           | 85 454 | Adidas  | Bwin                     |
| Real Racing Club de Santander            | Santander             | Álvaro Cervera        | El Sardinero                | 22 124 | Slam    | Palacios                 |
| Real Sociedad de Fútbol                  | San Sebastián         | Philippe Montanier    | Anoeta                      | 32 076 | Nike    | Guipúzcoa                |
| Real Sporting de Gijón                   | Gijón                 | Javier Clemente       | El Molinón                  | 30 000 | Kappa   | Gijón, Asturias          |
| Real Zaragoza                            | Zaragoza              | Manolo Jiménez        | La Romareda                 | 34 601 | Adidas  | Proniño                  |
| Sevilla Fútbol Club                      | Sevilla               | Míchel González       | Ramón Sánchez Pizjuán       | 45 500 | Li Ning | Pont Grup                |
| Valencia Club de Fútbol                  | Valencia              | Unai Emery            | Mestalla                    | 55 000 | Joma    | Jinko Solar              |
| Villarreal Club de Fútbol                | Villarreal            | Miguel Ángel Lotina   | El Madrigal                 | 26 000 | Xtep    |                          |
| Datos actualizados a 19 de marzo de 2012 |                       |                       |                             |        |         |                          |

### Equipos por comunidades autónomas
| Com. Autónoma  | N.º | Equipos                                                              |
| -------------- | --- | -------------------------------------------------------------------- |
| Andalucía      | 4   | Granada C. F., Málaga C. F., Real Betis y Sevilla F. C.              |
| Madrid         | 4   | Atlético de Madrid, Getafe C. F., Real Madrid C. F. y Rayo Vallecano |
| Valencia       | 3   | Valencia C. F., Villarreal C. F. y Levante U. D.                     |
| Cataluña       | 2   | F. C. Barcelona y R. C. D. Espanyol                                  |
| País Vasco     | 2   | Athletic Club y Real Sociedad                                        |
| Aragón         | 1   | Real Zaragoza                                                        |
| Asturias       | 1   | Real Sporting                                                        |
| Cantabria      | 1   | Real Racing Club                                                     |
| Islas Baleares | 1   | R. C. D. Mallorca                                                    |
| Navarra        | 1   | C. A. Osasuna                                                        |

### Cambios de entrenadores
| Equipo             | Entrenador (jornadas)                                                                |
| ------------------ | ------------------------------------------------------------------------------------ |
| R. C. D. Mallorca  | Michael Laudrup (1-6) Miguel Ángel Nadal (7) Joaquín Caparrós (8-38)                 |
| Real Racing Club   | Héctor Cúper (1-14) Juanjo González (15-26) Álvaro Cervera (27-38)                   |
| Villarreal C. F.   | Juan Carlos Garrido (1-17) José Francisco Molina (18-28) Miguel Ángel Lotina (29-38) |
| Atlético de Madrid | Gregorio Manzano (1-17) Diego Simeone (18-38)                                        |
| Real Zaragoza      | Javier Aguirre (1-17) Manolo Jiménez (18-38)                                         |
| Granada C. F.      | Fabri González (1-20) Abel Resino (21-38)                                            |
| Real Sporting      | Manolo Preciado (1-21) Iñaki Tejada (22-23) Javier Clemente (24-38)                  |
| Sevilla F. C.      | Marcelino García Toral (1-22) Míchel González (23-38)                                |

## Sistema de competición
La Primera División de España 2011/12 es una competición organizada por la Liga Nacional de Fútbol Profesional (LFP).
Como en temporadas precedentes, consta de un grupo único integrado por veinte clubes de toda la geografía española. Siguiendo un sistema de liga, los veinte equipos se enfrentan todos contra todos en dos ocasiones —una en campo propio y otra en campo contrario— sumando un total de 38 jornadas. El orden de los encuentros se decide por sorteo antes de empezar la competición.
La clasificación se establece con arreglo a los puntos obtenidos en cada enfrentamiento, a razón de tres por partido ganado, uno por empatado y ninguno en caso de derrota. Si al finalizar el campeonato dos equipos igualasen a puntos, los mecanismos para desempatar la clasificación serían los siguientes:
1. La mayor diferencia entre goles a favor y en contra en los enfrentamientos entre ambos.
2. Si persiste el empate, se tendría en cuenta la diferencia de goles a favor y en contra en todos los encuentros del campeonato.
3. Si aún persiste el empate, se tendría en cuenta el mayor número de goles a favor en todos los encuentros del campeonato.

Si el empate a puntos es entre tres o más clubes, los sucesivos mecanismos de desempate previstos por el reglamento son los siguientes:
1. La mejor puntuación de la que a cada uno corresponda a tenor de los resultados de los partidos jugados entre sí por los clubes implicados.
2. La mayor diferencia de goles a favor y en contra, considerando únicamente los partidos jugados entre sí por los clubes implicados.
3. La mayor diferencia de goles a favor y en contra teniendo en cuenta todos los encuentros del campeonato.
4. El mayor número de goles a favor teniendo en cuenta todos los encuentros del campeonato.
5. El club mejor clasificado con arreglo a los baremos de fair play.

### Efectos de la clasificación
El equipo que más puntos sume al final del campeonato será proclamado campeón de Liga y obtendrá el derecho automático a participar en la fase de grupos de la siguiente edición de la Liga de Campeones de la UEFA, junto con el subcampeón y el tercer clasificado; el cuarto, disputará la ronda previa para acceder a la fase de grupos de dicha competición. El quinto clasificado obtendrá el derecho a participar en la ronda de play-off de la próxima UEFA Europa League y, el sexto, en la tercera eliminatoria de la misma.
Si en la Copa del Rey el campeón y el subcampeón están clasificados para la Liga de Campeones, el séptimo clasificado obtendrá el derecho a jugar la tercera ronda previa de la siguiente edición de la Europa League.
Los tres últimos equipos descenderán directamente a la Segunda División. Para reemplazarlos, ascenderán de dicha categoría los dos primeros clasificados, junto con el ganador de una promoción que disputarán los clasificados entre el tercer y sexto puesto.

### Justicia deportiva
Las cuestiones de justicia deportiva son competencia de la Real Federación Española de Fútbol a través de sus Comités de Disciplina Deportiva: Comité de Competición, Jueces de Competición y Comité de Apelación. El Comité de Competición dictamina semanalmente las sanciones a los futbolistas. Los jugadores son sancionados con un partido de suspensión en caso de acumular cinco amonestaciones a lo largo del campeonato. Igualmente, son suspendidos aquellos futbolistas expulsados durante un encuentro.
Los árbitros de cada partido son designados por una comisión creada para tal objetivo e integrada por representantes de LaLiga y la RFEF. En la temporada 2011/12, los colegiados de la categoría son los siguientes:
| - David Fernández Borbalán - José Luis Paradas Romero - Pedro Jesús Pérez Montero - Carlos Clos Gómez - César Muñiz Fernández - Fernando Teixeira Vitienes - José Antonio Teixeira Vitienes - José Luis González González - Javier Turienzo Álvarez - Alfonso Javier Álvarez Izquierdo | - Xavier Estrada Fernández - Carlos del Cerro Grande - Carlos Velasco Carballo - Miguel Ángel Ayza Gámez - Antonio Miguel Mateu Lahoz - Ignacio Iglesias Villanueva - Alberto Undiano Mallenco - Carlos Delgado Ferreiro - Eduardo Iturralde González (retirado en la jornada 27) - Miguel Ángel Pérez Lasa |

## Clasificación
| Pos. | Equipo                  | Pts. | PJ | G  | E  | P  | GF  | GC | Dif. | Clasificación |
| ---- | ----------------------- | ---- | -- | -- | -- | -- | --- | -- | ---- | ------------- |
| 1    | Real Madrid C. F. (C)   | 100  | 38 | 32 | 4  | 2  | 121 | 32 | +89  |               |
| 2    | F. C. Barcelona         | 91   | 38 | 28 | 7  | 3  | 114 | 29 | +85  |               |
| 3    | Valencia C. F.          | 61   | 38 | 17 | 10 | 11 | 59  | 44 | +15  |               |
| 4    | Málaga C. F.            | 58   | 38 | 17 | 7  | 14 | 54  | 53 | +1   |               |
| 5    | Atlético de Madrid      | 56   | 38 | 15 | 11 | 12 | 53  | 46 | +7   |               |
| 6    | Levante U. D.           | 55   | 38 | 16 | 7  | 15 | 54  | 50 | +4   |               |
| 7    | C. A. Osasuna           | 54   | 38 | 13 | 15 | 10 | 44  | 61 | −17  |               |
| 8    | R. C. D. Mallorca       | 52   | 38 | 14 | 10 | 14 | 42  | 46 | −4   |               |
| 9    | Sevilla F. C.           | 50   | 38 | 13 | 11 | 14 | 48  | 47 | +1   |               |
| 10   | Athletic Club           | 49   | 38 | 12 | 13 | 13 | 49  | 52 | −3   |               |
| 11   | Getafe C. F.            | 47   | 38 | 12 | 11 | 15 | 40  | 51 | −11  |               |
| 12   | Real Sociedad           | 47   | 38 | 12 | 11 | 15 | 46  | 52 | −6   |               |
| 13   | Real Betis Balompié     | 47   | 38 | 13 | 8  | 17 | 47  | 56 | −9   |               |
| 14   | R. C. D. Espanyol       | 46   | 38 | 12 | 10 | 16 | 46  | 56 | −10  |               |
| 15   | Rayo Vallecano          | 43   | 38 | 13 | 4  | 21 | 53  | 73 | −20  |               |
| 16   | Real Zaragoza           | 43   | 38 | 12 | 7  | 19 | 36  | 61 | −25  |               |
| 17   | Granada C. F.           | 42   | 38 | 12 | 6  | 20 | 35  | 56 | −21  |               |
| 18   | Villarreal C. F. (D)    | 41   | 38 | 9  | 14 | 15 | 39  | 53 | −14  |               |
| 19   | Sporting de Gijón (D)   | 37   | 38 | 10 | 7  | 21 | 42  | 69 | −27  |               |
| 20   | Racing de Santander (D) | 27   | 38 | 4  | 15 | 19 | 28  | 63 | −35  |               |

 Fuente: BDFutbol
Notas:
1. ↑  El Atlético de Madrid se clasificó a la fase de grupos de la Liga Europa de la UEFA 2012-13 por ser el vigente campeón de la competición.
2. ↑  El Athletic Club se clasificó a la Liga Europa de la UEFA 2012-13 por ser el subcampeón de la Copa del Rey 2011-12, ya que el campeón Barcelona se clasificó a la Liga de Campeones de la UEFA 2012-13.

|                           |
|                           |
| Campeón Real Madrid C. F. |
| 32.º título               |

|  | Clasificado para la fase de grupos de la Liga de Campeones de la UEFA 2012-13.                 |
|  | Clasificado para la cuarta ronda previa (play-off) de la Liga de Campeones de la UEFA 2012-13. |
|  | Clasificado para la fase de grupos de la Liga Europa de la UEFA 2012-13.                       |
|  | Clasificado para la cuarta ronda previa (play-off) de la Liga Europa de la UEFA 2012-13.       |
|  | Clasificado para la tercera ronda previa (play-off) de la Liga Europa de la UEFA 2012-13.      |
|  | Descendido a la Segunda División de España 2012-13                                             |

### Evolución de la clasificación
| Equipo / Jornada | 1  | 2  | 3  | 4  | 5  | 6  | 7  | 8  | 9  | 10 | 11 | 12 | 13 | 14 | 15 | 16 | 17 | 18 | 19 | 20 | 21 | 22 | 23 | 24 | 25 | 26 | 27 | 28 | 29 | 30 | 31 | 32 | 33 | 34 | 35 | 36 | 37 | 38 |
| Equipo / Jornada |    |    |    |    |    |    |    |    |    |    |    |    |    |    |    |    |    |    |    |    |    |    |    |    |    |    |    |    |    |    |    |    |    |    |    |    |    |    |
| ---------------- | -- | -- | -- | -- | -- | -- | -- | -- | -- | -- | -- | -- | -- | -- | -- | -- | -- | -- | -- | -- | -- | -- | -- | -- | -- | -- | -- | -- | -- | -- | -- | -- | -- | -- | -- | -- | -- | -- |
| R. Madrid        | 1  | 1  | 5  | 7  | 5  | 3  | 3  | 2  | 2  | 1  | 1  | 1  | 1  | 1  | 1  | 1  | 1  | 1  | 1  | 1  | 1  | 1  | 1  | 1  | 1  | 1  | 1  | 1  | 1  | 1  | 1  | 1  | 1  | 1  | 1  | 1  | 1  | 1  |
| Barcelona        | 2  | 4  | 3  | 4  | 2  | 1  | 1  | 3  | 3  | 2  | 2  | 2  | 2  | 2  | 2  | 2  | 2  | 2  | 2  | 2  | 2  | 2  | 2  | 2  | 2  | 2  | 2  | 2  | 2  | 2  | 2  | 2  | 2  | 2  | 2  | 2  | 2  | 2  |
| Valencia         | 3  | 2  | 1  | 2  | 7  | 5  | 5  | 5  | 4  | 4  | 3  | 3  | 3  | 3  | 3  | 3  | 3  | 3  | 3  | 3  | 3  | 3  | 3  | 3  | 3  | 3  | 3  | 3  | 3  | 3  | 4  | 3  | 3  | 3  | 3  | 3  | 3  | 3  |
| Málaga           | 15 | 8  | 6  | 3  | 6  | 4  | 6  | 6  | 7  | 6  | 6  | 5  | 5  | 6  | 6  | 7  | 6  | 8  | 10 | 8  | 8  | 7  | 9  | 6  | 6  | 4  | 5  | 5  | 4  | 4  | 3  | 4  | 4  | 4  | 4  | 4  | 4  | 4  |
| At. Madrid       | 12 | 15 | 9  | 8  | 8  | 8  | 8  | 9  | 12 | 10 | 11 | 9  | 11 | 8  | 10 | 10 | 11 | 10 | 8  | 7  | 7  | 6  | 6  | 9  | 9  | 8  | 10 | 8  | 8  | 7  | 7  | 9  | 8  | 7  | 6  | 6  | 5  | 5  |
| Levante          | 9  | 11 | 7  | 6  | 3  | 2  | 2  | 1  | 1  | 3  | 4  | 4  | 4  | 4  | 4  | 4  | 4  | 4  | 4  | 4  | 4  | 4  | 7  | 4  | 4  | 5  | 4  | 4  | 5  | 5  | 5  | 5  | 5  | 5  | 5  | 5  | 7  | 6  |
| Osasuna          | 13 | 7  | 12 | 12 | 12 | 11 | 15 | 10 | 11 | 8  | 10 | 11 | 7  | 7  | 7  | 5  | 5  | 6  | 6  | 10 | 9  | 8  | 10 | 7  | 7  | 6  | 7  | 7  | 6  | 6  | 6  | 6  | 6  | 8  | 8  | 9  | 8  | 7  |
| Mallorca         | 7  | 10 | 14 | 15 | 11 | 10 | 12 | 12 | 13 | 14 | 15 | 15 | 12 | 14 | 11 | 14 | 14 | 16 | 14 | 15 | 13 | 16 | 13 | 15 | 14 | 14 | 13 | 12 | 13 | 13 | 14 | 12 | 13 | 12 | 10 | 7  | 6  | 8  |
| Sevilla          | 5  | 6  | 4  | 5  | 4  | 6  | 4  | 4  | 5  | 5  | 5  | 6  | 6  | 5  | 5  | 6  | 7  | 7  | 9  | 11 | 11 | 13 | 11 | 10 | 10 | 12 | 12 | 11 | 9  | 8  | 8  | 7  | 9  | 9  | 9  | 12 | 10 | 9  |
| Athletic         | 11 | 14 | 16 | 18 | 19 | 16 | 11 | 11 | 8  | 9  | 9  | 7  | 8  | 9  | 9  | 9  | 9  | 5  | 7  | 6  | 6  | 9  | 5  | 5  | 5  | 7  | 8  | 9  | 11 | 11 | 11 | 8  | 7  | 6  | 7  | 8  | 9  | 10 |
| Getafe           | 8  | 16 | 17 | 19 | 16 | 17 | 17 | 17 | 16 | 20 | 14 | 16 | 14 | 16 | 15 | 12 | 12 | 13 | 11 | 9  | 10 | 12 | 14 | 14 | 15 | 13 | 11 | 13 | 10 | 10 | 10 | 11 | 11 | 11 | 12 | 10 | 11 | 11 |
| R. Sociedad      | 4  | 5  | 10 | 9  | 9  | 9  | 13 | 15 | 15 | 16 | 20 | 19 | 17 | 13 | 13 | 15 | 16 | 14 | 15 | 12 | 15 | 11 | 16 | 13 | 13 | 11 | 14 | 14 | 14 | 14 | 15 | 15 | 15 | 14 | 13 | 14 | 14 | 12 |
| Betis            | 6  | 3  | 2  | 1  | 1  | 7  | 7  | 7  | 10 | 12 | 12 | 13 | 15 | 17 | 14 | 11 | 10 | 11 | 12 | 13 | 16 | 14 | 12 | 12 | 12 | 15 | 16 | 15 | 15 | 15 | 13 | 14 | 12 | 13 | 14 | 11 | 12 | 13 |
| Espanyol         | 17 | 9  | 13 | 10 | 10 | 15 | 10 | 8  | 6  | 7  | 7  | 8  | 9  | 10 | 8  | 8  | 8  | 9  | 5  | 5  | 5  | 5  | 4  | 8  | 11 | 9  | 6  | 6  | 7  | 9  | 9  | 10 | 10 | 10 | 11 | 13 | 13 | 14 |
| Rayo             | 10 | 12 | 8  | 11 | 14 | 13 | 16 | 13 | 9  | 11 | 8  | 10 | 10 | 11 | 12 | 16 | 13 | 12 | 13 | 14 | 12 | 10 | 8  | 11 | 8  | 10 | 9  | 10 | 12 | 12 | 12 | 13 | 14 | 15 | 15 | 17 | 17 | 15 |
| Zaragoza         | 20 | 18 | 11 | 14 | 15 | 14 | 9  | 14 | 14 | 15 | 16 | 18 | 19 | 20 | 20 | 20 | 20 | 20 | 20 | 20 | 20 | 20 | 20 | 20 | 20 | 20 | 20 | 20 | 20 | 18 | 18 | 18 | 18 | 18 | 18 | 18 | 18 | 16 |
| Granada          | 18 | 20 | 15 | 16 | 17 | 19 | 18 | 18 | 20 | 19 | 19 | 17 | 16 | 12 | 16 | 13 | 15 | 17 | 18 | 16 | 14 | 17 | 15 | 16 | 16 | 16 | 15 | 16 | 17 | 16 | 16 | 16 | 17 | 16 | 16 | 15 | 15 | 17 |
| Villarreal       | 19 | 17 | 19 | 13 | 13 | 12 | 14 | 16 | 18 | 13 | 13 | 12 | 13 | 15 | 17 | 17 | 18 | 19 | 17 | 18 | 17 | 15 | 17 | 17 | 17 | 17 | 17 | 17 | 16 | 17 | 17 | 17 | 16 | 17 | 17 | 16 | 16 | 18 |
| Sporting         | 16 | 19 | 20 | 20 | 20 | 20 | 20 | 19 | 17 | 17 | 17 | 14 | 18 | 19 | 18 | 18 | 19 | 18 | 19 | 19 | 19 | 19 | 19 | 19 | 19 | 19 | 19 | 19 | 19 | 20 | 20 | 19 | 19 | 19 | 19 | 19 | 19 | 19 |
| Racing           | 14 | 13 | 18 | 17 | 18 | 18 | 19 | 20 | 19 | 18 | 18 | 20 | 20 | 18 | 19 | 19 | 17 | 15 | 16 | 17 | 18 | 18 | 18 | 18 | 18 | 18 | 18 | 18 | 18 | 19 | 19 | 20 | 20 | 20 | 20 | 20 | 20 | 20 |

## Resultados
Los horarios corresponden a la CET (Hora Central Europea) UTC+1 en horario estándar y UTC+2 en horario de verano.
| R. C. D. Espanyol | 3 - 0 | Granada C. F.      | Cornellà-El Prat            | 21 de agosto | 18:00 | Canal+ Liga 2               |
| Real Racing Club  | 1 - 2 | Getafe C. F.       | El Sardinero                | 21 de agosto | 18:00 | Canal+ Liga 2               |
| Real Sociedad     | 0 - 4 | Atlético de Madrid | Anoeta                      | 21 de agosto | 20:00 | Canal+ Liga                 |
| Real Betis        | 1 - 1 | Sevilla F. C.      | Benito Villamarín           | 21 de agosto | 22:00 | La Sexta, TM, TV3, IB3, TPA |
| C. A. Osasuna     | 1 - 1 | Valencia C. F.     | Reyno de Navarra            | 22 de agosto | 12:00 | Canal+ Liga                 |
| Rayo Vallecano    | 0 - 1 | R. C. D. Mallorca  | Campo de fútbol de Vallecas | 22 de agosto | 16:00 | Gol T y Canal+ Liga 2       |
| Málaga C. F.      | 1 - 4 | F. C. Barcelona    | La Rosaleda                 | 22 de agosto | 18:00 | Gol T y Canal+ Liga 2       |
| Levante U. D.     | 0 - 0 | Real Zaragoza      | Ciudad de Valencia          | 22 de agosto | 19:45 | Canal+ Liga 2               |
| Real Madrid C. F. | 4 - 1 | Athletic Club      | Santiago Bernabéu           | 22 de agosto | 21:30 | Canal+ 1                    |
| Villarreal C. F.  | 3 - 0 | Real Sporting      | El Madrigal                 | 23 de agosto | 21:00 | Gol T y Canal+ Liga 2       |

| Real Sporting      | 1 - 2 | Real Sociedad     | El Molinón             | 27 de agosto | 18:00 | Canal+ Liga 2               |
| Valencia C. F.     | 4 - 3 | Real Racing Club  | Mestalla               | 27 de agosto | 20:00 | Canal+ Liga y Gol T         |
| Granada C. F.      | 0 - 1 | Real Betis        | Nuevo Los Cármenes     | 27 de agosto | 22:00 | La Sexta, TM, TV3, IB3, TPA |
| Atlético de Madrid | 0 - 0 | C. A. Osasuna     | Vicente Calderón       | 28 de agosto | 12:00 | Canal+ Liga y Gol T         |
| Athletic Club      | 1 - 1 | Rayo Vallecano    | San Mamés              | 28 de agosto | 16:00 | Canal+ Liga 2               |
| R. C. D. Mallorca  | 1 - 0 | R. C. D. Espanyol | Iberostar Estadio      | 28 de agosto | 18:00 | Canal+ Liga 2               |
| Getafe C. F.       | 1 - 1 | Levante U. D.     | Coliseum Alfonso Pérez | 28 de agosto | 18:00 | Canal+ Liga 2               |
| Real Zaragoza      | 0 - 6 | Real Madrid C. F. | La Romareda            | 28 de agosto | 20:00 | Canal+ 1                    |
| Sevilla F. C.      | 2 - 1 | Málaga C. F.      | Ramón Sánchez Pizjuán  | 28 de agosto | 22:00 | Canal+ Liga y Gol T         |
| F. C. Barcelona    | 5 - 0 | Villarreal C. F.  | Camp Nou               | 29 de agosto | 21:00 | Canal+ Liga y Gol T         |

| Real Sociedad     | 2 - 2 | F. C. Barcelona    | Anoeta                      | 10 de septiembre | 18:00 | Canal+ 1                    |
| Villarreal C. F.  | 2 - 2 | Sevilla F. C.      | El Madrigal                 | 10 de septiembre | 18:00 | Canal+ Liga y Gol T         |
| Real Madrid C. F. | 4 - 2 | Getafe C. F.       | Santiago Bernabéu           | 10 de septiembre | 20:00 | Canal+ Liga y Gol T         |
| Valencia C. F.    | 1 - 0 | Atlético de Madrid | Mestalla                    | 10 de septiembre | 22:00 | La Sexta, TM, TV3, IB3, TPA |
| Real Betis        | 1 - 0 | R. C. D. Mallorca  | Benito Villamarín           | 11 de septiembre | 12:00 | Gol T y Canal+ Liga 2       |
| Real Racing Club  | 0 - 0 | Levante U. D.      | El Sardinero                | 11 de septiembre | 16:00 | Canal+ Liga 2               |
| C. A. Osasuna     | 2 - 1 | Real Sporting      | Reyno de Navarra            | 11 de septiembre | 18:00 | Canal+ Liga 2               |
| Rayo Vallecano    | 0 - 0 | Real Zaragoza      | Campo de fútbol de Vallecas | 11 de septiembre | 18:00 | Canal+ Liga 2               |
| R. C. D. Espanyol | 2 - 1 | Athletic Club      | Cornellà-El Prat            | 11 de septiembre | 22:00 | Canal+ Liga y Gol T         |
| Málaga C. F.      | 4 - 0 | Granada C. F.      | La Rosaleda                 | 12 de septiembre | 21:00 | Canal+ Liga 2 y Gol T       |

| Real Sporting      | 0 - 1 | Valencia C. F.    | El Molinón             | 17 de septiembre | 18:00 | Canal+ Liga y Gol T         |
| Granada C. F.      | 1 - 0 | Villarreal C. F.  | Nuevo Los Cármenes     | 17 de septiembre | 18:00 | Canal+ Liga 2               |
| R. C. D. Mallorca  | 0 - 1 | Málaga C. F.      | Iberostar Estadio      | 17 de septiembre | 18:00 | Canal+ Liga 2               |
| F. C. Barcelona    | 8 - 0 | C. A. Osasuna     | Camp Nou               | 17 de septiembre | 20:00 | Canal+ Liga y Gol T         |
| Sevilla F. C.      | 1 - 0 | Real Sociedad     | Ramón Sánchez Pizjuán  | 17 de septiembre | 22:00 | La Sexta, TM, TV3, IB3, TPA |
| Getafe C. F.       | 0 - 1 | Rayo Vallecano    | Coliseum Alfonso Pérez | 18 de septiembre | 12:00 | Canal+ Liga 2               |
| Real Zaragoza      | 2 - 1 | R. C. D. Espanyol | La Romareda            | 18 de septiembre | 16:00 | Canal+ Liga 2               |
| Atlético de Madrid | 4 - 0 | Real Racing Club  | Vicente Calderón       | 18 de septiembre | 18:00 | Canal+ Liga y Gol T         |
| Levante U. D.      | 1 - 0 | Real Madrid C. F. | Ciudad de Valencia     | 18 de septiembre | 20:00 | Canal+ 1 y Canal+ HD        |
| Athletic Club      | 2 - 3 | Real Betis        | San Mamés              | 18 de septiembre | 22:00 | Canal+ Liga 2               |

| C. A. Osasuna      | 0 - 0 | Sevilla F. C.     | Reyno de Navarra            | 20 de septiembre | 20:00 | Canal+ Liga y Gol T         |
| Real Sociedad      | 1 - 0 | Granada C. F.     | Anoeta                      | 20 de septiembre | 20:00 | Canal+ Liga 2               |
| Villarreal C. F.   | 2 - 0 | R. C. D. Mallorca | El Madrigal                 | 20 de septiembre | 22:00 | Canal+ Liga y Gol T         |
| Atlético de Madrid | 4 - 0 | Real Sporting     | Vicente Calderón            | 21 de septiembre | 20:00 | Canal+ Liga 2               |
| Málaga C. F.       | 1 - 0 | Athletic Club     | La Rosaleda                 | 21 de septiembre | 20:00 | Canal+ 1 y Canal+ HD        |
| Rayo Vallecano     | 1 - 2 | Levante U. D.     | Campo de fútbol de Vallecas | 21 de septiembre | 20:00 | Canal+ Liga 2               |
| Real Racing Club   | 0 - 0 | Real Madrid C. F. | El Sardinero                | 21 de septiembre | 20:00 | Canal+ Liga y Gol T         |
| Valencia C. F.     | 2 - 2 | F. C. Barcelona   | Mestalla                    | 21 de septiembre | 22:00 | La Sexta, TM, TV3, IB3, TPA |
| R. C. D. Espanyol  | 1 - 0 | Getafe C. F.      | Cornellà-El Prat            | 22 de septiembre | 20:00 | Canal+ Liga 2               |
| Real Betis         | 4 - 3 | Real Zaragoza     | Benito Villamarín           | 22 de septiembre | 22:00 | Canal+ Liga y Gol T         |

| Sevilla F. C.     | 1 - 0 | Valencia C. F.     | Ramón Sánchez Pizjuán  | 24 de septiembre | 18:00 | Canal+ 1 y Canal+ HD        |
| Athletic Club     | 1 - 1 | Villarreal C. F.   | San Mamés              | 24 de septiembre | 18:00 | Canal+ Liga y Gol T         |
| Real Madrid C. F. | 6 - 2 | Rayo Vallecano     | Santiago Bernabéu      | 24 de septiembre | 20:00 | Canal+ Liga y Gol T         |
| F. C. Barcelona   | 5 - 0 | Atlético de Madrid | Camp Nou               | 24 de septiembre | 22:00 | La Sexta, TM, TV3, IB3, TPA |
| R. C. D. Mallorca | 2 - 1 | Real Sociedad      | Iberostar Estadio      | 25 de septiembre | 12:00 | Canal+ Liga 2               |
| Levante U. D.     | 3 - 1 | R. C. D. Espanyol  | Ciudad de Valencia     | 25 de septiembre | 16:00 | Canal+ Liga 2               |
| Granada C. F.     | 1 - 1 | C. A. Osasuna      | Nuevo Los Cármenes     | 25 de septiembre | 18:00 | Canal+ Liga 2               |
| Real Sporting     | 0 - 0 | Real Racing Club   | El Molinón             | 25 de septiembre | 20:00 | Canal+ Liga 2               |
| Real Zaragoza     | 0 - 0 | Málaga C. F.       | La Romareda            | 25 de septiembre | 22:00 | Canal+ Liga                 |
| Getafe C. F.      | 1 - 0 | Real Betis         | Coliseum Alfonso Pérez | 26 de septiembre | 21:00 | Canal+ Liga y Gol T         |

| C. A. Osasuna      | 2 - 2 | R. C. D. Mallorca | Reyno de Navarra  | 1 de octubre | 18:00 | Canal+ Liga 2               |
| Villarreal C. F.   | 2 - 2 | Real Zaragoza     | El Madrigal       | 1 de octubre | 18:00 | Canal+ Liga 2               |
| Real Racing Club   | 1 - 1 | Rayo Vallecano    | El Sardinero      | 1 de octubre | 18:00 | Gol T y Canal+ Liga 2       |
| Valencia C. F.     | 1 - 0 | Granada C. F.     | Mestalla          | 1 de octubre | 20:00 | Canal+ Liga 2               |
| Málaga C. F.       | 3 - 2 | Getafe C. F.      | La Rosaleda       | 1 de octubre | 22:00 | La Sexta, TM, TV3, IB3, TPA |
| Real Sociedad      | 1 - 2 | Athletic Club     | Anoeta            | 2 de octubre | 12:00 | Canal+ Liga 2               |
| Real Betis         | 0 - 1 | Levante U. D.     | Benito Villamarín | 2 de octubre | 16:00 | Canal+ Liga 2               |
| Atlético de Madrid | 0 - 0 | Sevilla F. C.     | Vicente Calderón  | 2 de octubre | 18:00 | Gol T y Canal+ Liga         |
| Real Sporting      | 0 - 1 | F. C. Barcelona   | El Molinón        | 2 de octubre | 20:00 | Canal+ 1                    |
| R. C. D. Espanyol  | 0 - 4 | Real Madrid C. F. | Cornellà-El Prat  | 2 de octubre | 22:00 | Gol T y Canal+ Liga         |

| R. C. D. Mallorca | 1 - 1 | Valencia C. F.     | Iberostar Estadio           | 15 de octubre | 18:00 | Gol T y Canal+ Liga         |
| Getafe C. F.      | 0 - 0 | Villarreal C. F.   | Coliseum Alfonso Pérez      | 15 de octubre | 18:00 | Canal+ Liga 2               |
| Real Madrid C. F. | 4 - 1 | Real Betis         | Santiago Bernabéu           | 15 de octubre | 18:00 | Canal+ 1                    |
| F. C. Barcelona   | 3 - 0 | Real Racing Club   | Camp Nou                    | 15 de octubre | 20:00 | Gol T y Canal+ Liga         |
| Granada C. F.     | 0 - 0 | Atlético de Madrid | Nuevo Los Cármenes          | 15 de octubre | 22:00 | La Sexta, TM, TV3, IB3, TPA |
| Rayo Vallecano    | 0 - 1 | R. C. D. Espanyol  | Campo de fútbol de Vallecas | 16 de octubre | 12:00 | Canal+ Liga 2               |
| Real Zaragoza     | 2 - 0 | Real Sociedad      | La Romareda                 | 16 de octubre | 16:00 | Canal+ Liga 2               |
| Levante U. D.     | 3 - 0 | Málaga C. F.       | Ciudad de Valencia          | 16 de octubre | 18:00 | Canal+ Liga 2               |
| Sevilla F. C.     | 2 - 1 | Real Sporting      | Ramón Sánchez Pizjuán       | 16 de octubre | 22:00 | Gol T                       |
| Athletic Club     | 3 - 1 | C. A. Osasuna      | San Mamés                   | 17 de octubre | 21:00 | Canal+ Liga 2               |

| Real Sporting      | 2 - 0 | Granada C. F.     | El Molinón        | 22 de octubre | 18:00 | Canal+ Liga 2               |
| Real Racing Club   | 0 - 1 | R. C. D. Espanyol | El Sardinero      | 22 de octubre | 18:00 | Canal+ Liga 2               |
| Málaga C. F.       | 0 - 4 | Real Madrid C. F. | La Rosaleda       | 22 de octubre | 20:00 | Gol T y Canal+ Liga         |
| F. C. Barcelona    | 0 - 0 | Sevilla F. C.     | Camp Nou          | 22 de octubre | 22:00 | La Sexta, TM, TV3, IB3, TPA |
| Real Betis         | 0 - 2 | Rayo Vallecano    | Benito Villamarín | 23 de octubre | 12:00 | Gol T y Canal+ Liga         |
| Real Sociedad      | 0 - 0 | Getafe C. F.      | Anoeta            | 23 de octubre | 16:00 | Canal+ Liga 2               |
| C. A. Osasuna      | 3 - 0 | Real Zaragoza     | Reyno de Navarra  | 23 de octubre | 18:00 | Canal+ Liga 2               |
| Atlético de Madrid | 1 - 1 | R. C. D. Mallorca | Vicente Calderón  | 23 de octubre | 18:00 | Gol T y Canal+ Liga         |
| Valencia C. F.     | 1 - 1 | Athletic Club     | Mestalla          | 23 de octubre | 20:00 | Canal+ 1                    |
| Villarreal C. F.   | 0 - 3 | Levante U. D.     | El Madrigal       | 23 de octubre | 22:00 | Gol T y Canal+ Liga         |

| Granada C. F.     | 0 - 1 | F. C. Barcelona    | Nuevo Los Cármenes          | 25 de octubre | 20:00 | Gol T y Canal+ Liga         |
| Sevilla F. C.     | 2 - 2 | Real Racing Club   | Ramón Sánchez Pizjuán       | 25 de octubre | 22:00 | Gol T y Canal+ Liga         |
| Real Zaragoza     | 0 - 1 | Valencia C. F.     | La Romareda                 | 26 de octubre | 20:00 | Gol T y Canal+ Liga         |
| Getafe C. F.      | 2 - 2 | C. A. Osasuna      | Coliseum Alfonso Pérez      | 26 de octubre | 20:00 | Canal+ Liga 2               |
| Rayo Vallecano    | 2 - 0 | Málaga C. F.       | Campo de fútbol de Vallecas | 26 de octubre | 20:00 | Canal+ Liga 2               |
| Levante U. D.     | 3 - 2 | Real Sociedad      | Ciudad de Valencia          | 26 de octubre | 20:00 | Canal+ Liga 2               |
| R. C. D. Mallorca | 1 - 2 | Real Sporting      | Iberostar Estadio           | 26 de octubre | 22:00 | Canal+ Liga 2               |
| Real Madrid C. F. | 3 - 0 | Villarreal C. F.   | Santiago Bernabéu           | 26 de octubre | 22:00 | Canal+ 1                    |
| R. C. D. Espanyol | 1 - 0 | Real Betis         | Cornellà-El Prat            | 27 de octubre | 20:00 | Gol T y Canal+ Liga         |
| Athletic Club     | 3 - 0 | Atlético de Madrid | San Mamés                   | 27 de octubre | 22:00 | La Sexta, TM, TV3, IB3, TPA |

| Valencia C. F.     | 3 - 1 | Getafe C. F.      | Mestalla              | 29 de octubre | 18:00 | Gol T y Canal+ Liga         |
| Villarreal C. F.   | 2 - 0 | Rayo Vallecano    | El Madrigal           | 29 de octubre | 18:00 | Canal+ Liga 2               |
| F. C. Barcelona    | 5 - 0 | R. C. D. Mallorca | Camp Nou              | 29 de octubre | 20:00 | Gol T y Canal+ Liga         |
| Real Sociedad      | 0 - 1 | Real Madrid C. F. | Anoeta                | 29 de octubre | 22:00 | La Sexta, TM, TV3, IB3, TPA |
| Real Sporting      | 1 - 1 | Athletic Club     | El Molinón            | 30 de octubre | 12:00 | Canal+ Liga 2               |
| C. A. Osasuna      | 2 - 0 | Levante U. D.     | Reyno de Navarra      | 30 de octubre | 16:00 | Canal+ Liga 2               |
| Real Racing Club   | 1 - 0 | Real Betis        | El Sardinero          | 30 de octubre | 18:00 | Canal+ Liga 2               |
| Atlético de Madrid | 3 - 1 | Real Zaragoza     | Vicente Calderón      | 30 de octubre | 20:00 | Canal+ 1                    |
| Málaga C. F.       | 2 - 1 | R. C. D. Espanyol | La Rosaleda           | 30 de octubre | 22:00 | Gol T y Canal+ Liga         |
| Sevilla F. C.      | 1 - 2 | Granada C. F.     | Ramón Sánchez Pizjuán | 31 de octubre | 21:00 | Gol T y Canal+ Liga 2       |

| R. C. D. Mallorca | 0 - 0 | Sevilla F. C.      | Iberostar Estadio           | 5 de noviembre | 18:00 | Gol T y Canal+ Liga         |
| Real Betis        | 0 - 0 | Málaga C. F.       | Benito Villamarín           | 5 de noviembre | 20:00 | Gol T y Canal+ Liga         |
| Levante U. D.     | 0 - 2 | Valencia C. F.     | Ciudad de Valencia          | 5 de noviembre | 22:00 | La Sexta, TM, TV3, IB3, TPA |
| Real Madrid C. F. | 7 - 1 | C. A. Osasuna      | Santiago Bernabéu           | 6 de noviembre | 12:00 | Gol T y Canal+ Liga         |
| Granada C. F.     | 0 - 0 | Real Racing Club   | Nuevo Los Cármenes          | 6 de noviembre | 16:00 | Canal+ Liga 2               |
| Real Zaragoza     | 2 - 2 | Real Sporting      | La Romareda                 | 6 de noviembre | 16:00 | Canal+ Liga 2               |
| Rayo Vallecano    | 4 - 0 | Real Sociedad      | Campo de fútbol de Vallecas | 6 de noviembre | 18:00 | Canal+ Liga 2               |
| R. C. D. Espanyol | 0 - 0 | Villarreal C. F.   | Cornellà-El Prat            | 6 de noviembre | 18:00 | Canal+ Liga 2               |
| Athletic Club     | 2 - 2 | F. C. Barcelona    | San Mamés                   | 6 de noviembre | 20:00 | Canal+ 1                    |
| Getafe C. F.      | 3 - 2 | Atlético de Madrid | Coliseum Alfonso Pérez      | 6 de noviembre | 22:00 | Gol T y Canal+ Liga         |

| Villarreal C. F.   | 1 - 0 | Real Betis        | El Madrigal           | 19 de noviembre | 18:00 | Canal+ Liga 2               |
| F. C. Barcelona    | 4 - 0 | Real Zaragoza     | Camp Nou              | 19 de noviembre | 20:00 | Gol T y Canal+ Liga         |
| Valencia C. F.     | 2 - 3 | Real Madrid C. F. | Mestalla              | 19 de noviembre | 22:00 | La Sexta, TM, TV3, IB3, TPA |
| Real Sociedad      | 0 - 0 | R. C. D. Espanyol | Anoeta                | 20 de noviembre | 12:00 | Canal+ Liga 2               |
| Real Sporting      | 2 - 1 | Getafe C. F.      | El Molinón            | 20 de noviembre | 16:00 | Canal+ Liga 2               |
| C. A. Osasuna      | 0 - 0 | Rayo Vallecano    | Reyno de Navarra      | 20 de noviembre | 16:00 | Canal+ Liga 2               |
| Sevilla F. C.      | 1 - 2 | Athletic Club     | Ramón Sánchez Pizjuán | 20 de noviembre | 18:00 | Gol T y Canal+ Liga         |
| Atlético de Madrid | 3 - 2 | Levante U. D.     | Vicente Calderón      | 20 de noviembre | 20:00 | Canal+ 1                    |
| Granada C. F.      | 2 - 2 | R. C. D. Mallorca | Nuevo Los Cármenes    | 20 de noviembre | 22:00 | Gol T y Canal+ Liga         |
| Real Racing Club   | 1 - 3 | Málaga C. F.      | El Sardinero          | 21 de noviembre | 21:00 | Gol T y Canal+ Liga 2       |

| Rayo Vallecano    | 1 - 2 | Valencia C. F.     | Campo de fútbol de Vallecas | 26 de noviembre | 18:00 | Gol T y Canal+ Liga         |
| Real Madrid C. F. | 4 - 1 | Atlético de Madrid | Santiago Bernabéu           | 26 de noviembre | 20:00 | Gol T y Canal+ Liga         |
| Getafe C. F.      | 1 - 0 | F. C. Barcelona    | Coliseum Alfonso Pérez      | 26 de noviembre | 22:00 | La Sexta, TM, TV3, IB3, TPA |
| Real Betis        | 2 - 3 | Real Sociedad      | Benito Villamarín           | 27 de noviembre | 12:00 | Canal+ Liga 2               |
| Levante U. D.     | 4 - 0 | Real Sporting      | Ciudad de Valencia          | 27 de noviembre | 16:00 | Canal+ Liga 2               |
| R. C. D. Mallorca | 2 - 1 | Real Racing Club   | Iberostar Estadio           | 27 de noviembre | 18:00 | Canal+ Liga 2               |
| R. C. D. Espanyol | 1 - 2 | C. A. Osasuna      | Cornellà-El Prat            | 27 de noviembre | 18:00 | Canal+ Liga 2               |
| Athletic Club     | 0 - 1 | Granada C. F.      | San Mamés                   | 27 de noviembre | 19:45 | Gol T y Canal+ Liga         |
| Real Zaragoza     | 0 - 1 | Sevilla F. C.      | La Romareda                 | 27 de noviembre | 21:30 | Canal+ 1                    |
| Málaga C. F.      | 2 - 1 | Villarreal C. F.   | La Rosaleda                 | 28 de noviembre | 21:00 | Gol T y Canal+ Liga 2       |

| Real Sporting      | 0 - 3 | Real Madrid C. F. | El Molinón            | 3 de diciembre | 18:00 | Canal+ 1                    |
| Real Racing Club   | 1 - 0 | Villarreal C. F.  | El Sardinero          | 3 de diciembre | 18:00 | Canal+ Liga 2               |
| F. C. Barcelona    | 5 - 0 | Levante U. D.     | Camp Nou              | 3 de diciembre | 20:00 | Gol T y Canal+ Liga         |
| Valencia C. F.     | 2 - 1 | R. C. D. Espanyol | Mestalla              | 3 de diciembre | 22:00 | La Sexta, TM, TV3, IB3, TPA |
| Atlético de Madrid | 3 - 1 | Rayo Vallecano    | Vicente Calderón      | 4 de diciembre | 12:00 | Canal+ Liga 2               |
| Real Sociedad      | 3 - 2 | Málaga C. F.      | Anoeta                | 4 de diciembre | 16:00 | Canal+ Liga 2               |
| C. A. Osasuna      | 2 - 1 | Real Betis        | Reyno de Navarra      | 4 de diciembre | 18:00 | Canal+ Liga 2               |
| R. C. D. Mallorca  | 1 - 1 | Athletic Club     | Iberostar Estadio     | 4 de diciembre | 20:00 | Gol T y Canal+ Liga         |
| Granada C. F.      | 1 - 0 | Real Zaragoza     | Nuevo Los Cármenes    | 4 de diciembre | 21:30 | Canal+ Liga 2               |
| Sevilla F. C.      | 3 - 0 | Getafe C. F.      | Ramón Sánchez Pizjuán | 5 de diciembre | 21:00 | Gol T y Canal+ Liga 2       |

| Levante U. D.     | 1 - 0 | Sevilla F. C.      | Ciudad de Valencia          | 10 de diciembre | 18:00 | Gol T y Canal+ Liga         |
| Real Betis        | 2 - 1 | Valencia C. F.     | Benito Villamarín           | 10 de diciembre | 20:00 | Gol T y Canal+ Liga         |
| Real Madrid C. F. | 1 - 3 | F. C. Barcelona    | Santiago Bernabéu           | 10 de diciembre | 22:00 | La Sexta, TM, TV3, IB3, TPA |
| Rayo Vallecano    | 1 - 3 | Real Sporting      | Campo de fútbol de Vallecas | 11 de diciembre | 12:00 | Canal+ Liga 2               |
| Getafe C. F.      | 1 - 0 | Granada C. F.      | Coliseum Alfonso Pérez      | 11 de diciembre | 16:00 | Canal+ Liga 2               |
| Villarreal C. F.  | 1 - 1 | Real Sociedad      | El Madrigal                 | 11 de diciembre | 16:00 | Gol T y Canal+ Liga         |
| Real Zaragoza     | 0 - 1 | R. C. D. Mallorca  | La Romareda                 | 11 de diciembre | 18:00 | Canal+ Liga 2               |
| Málaga C. F.      | 1 - 1 | C. A. Osasuna      | La Rosaleda                 | 11 de diciembre | 18:00 | Canal+ Liga 2               |
| Athletic Club     | 1 - 1 | Real Racing Club   | San Mamés                   | 11 de diciembre | 19:45 | Gol T y Canal+ Liga         |
| R. C. D. Espanyol | 4 - 2 | Atlético de Madrid | Cornellà-El Prat            | 11 de diciembre | 21:30 | Canal+ 1                    |

| F. C. Barcelona    | 4 - 0 | Rayo Vallecano    | Camp Nou              | 29 de noviembre | 21:00 | Gol T y Canal+ Liga         |
| R. C. D. Mallorca  | 1 - 2 | Getafe C. F.      | Iberostar Estadio     | 17 de diciembre | 18:00 | Canal+ Liga 2               |
| Real Sporting      | 1 - 2 | R. C. D. Espanyol | El Molinón            | 17 de diciembre | 18:00 | Canal+ Liga 2               |
| Athletic Club      | 2 - 1 | Real Zaragoza     | San Mamés             | 17 de diciembre | 20:00 | Gol T y Canal+ Liga         |
| Sevilla F. C.      | 2 - 6 | Real Madrid C. F. | Ramón Sánchez Pizjuán | 17 de diciembre | 22:00 | La Sexta, TM, TV3, IB3, TPA |
| Atlético de Madrid | 0 - 2 | Real Betis        | Vicente Calderón      | 18 de diciembre | 12:00 | Gol T y Canal+ Liga         |
| Granada C. F.      | 2 - 1 | Levante U. D.     | Nuevo Los Cármenes    | 18 de diciembre | 16:00 | Canal+ Liga 2               |
| C. A. Osasuna      | 2 - 1 | Villarreal C. F.  | Reyno de Navarra      | 18 de diciembre | 18:00 | Gol T y Canal+ Liga         |
| Real Racing Club   | 0 - 0 | Real Sociedad     | El Sardinero          | 18 de diciembre | 19:45 | Canal+ Liga 2               |
| Valencia C. F.     | 2 - 0 | Málaga C. F.      | Mestalla              | 18 de diciembre | 21:30 | Canal+ 1                    |

| Real Racing Club  | 1 - 0 | Real Zaragoza      | El Sardinero                | 7 de enero | 18:00 | Canal+ Liga 2               |
| Levante U. D.     | 0 - 0 | R. C. D. Mallorca  | Ciudad de Valencia          | 7 de enero | 18:00 | Canal+ Liga 2               |
| Real Sociedad     | 0 - 0 | C. A. Osasuna      | Anoeta                      | 7 de enero | 18:00 | Canal+ Liga 2               |
| Real Madrid C. F. | 5 - 1 | Granada C. F.      | Santiago Bernabéu           | 7 de enero | 20:00 | Gol T y Canal+ Liga         |
| Málaga C. F.      | 0 - 0 | Atlético de Madrid | La Rosaleda                 | 7 de enero | 22:00 | La Sexta, TM, TV3, IB3, TPA |
| Rayo Vallecano    | 2 - 1 | Sevilla F. C.      | Campo de fútbol de Vallecas | 8 de enero | 12:00 | Gol T y Canal+ Liga         |
| Getafe C. F.      | 0 - 0 | Athletic Club      | Coliseum Alfonso Pérez      | 8 de enero | 16:00 | Gol T y Canal+ Liga         |
| Villarreal C. F.  | 2 - 2 | Valencia C. F.     | El Madrigal                 | 8 de enero | 18:00 | Gol T y Canal+ Liga         |
| Real Betis        | 2 - 0 | Real Sporting      | Benito Villamarín           | 8 de enero | 19:45 | Canal+ Liga 2               |
| R. C. D. Espanyol | 1 - 1 | F. C. Barcelona    | Cornellà-El Prat            | 8 de enero | 21:30 | Canal+ 1                    |

| Real Zaragoza      | 1 - 1 | Getafe C. F.      | La Romareda           | 14 de enero | 18:00 | Canal+ Liga 2               |
| Granada C. F.      | 1 - 2 | Rayo Vallecano    | Nuevo Los Cármenes    | 14 de enero | 18:00 | Canal+ Liga 2               |
| Sevilla F. C.      | 0 - 0 | R. C. D. Espanyol | Ramón Sánchez Pizjuán | 14 de enero | 18:00 | Canal+ Liga 2               |
| R. C. D. Mallorca  | 1 - 2 | Real Madrid C. F. | Iberostar Estadio     | 14 de enero | 20:00 | Gol T y Canal+ Liga         |
| Valencia C. F.     | 0 - 1 | Real Sociedad     | Mestalla              | 14 de enero | 22:00 | La Sexta, TM, TV3, IB3, TPA |
| Atlético de Madrid | 3 - 0 | Villarreal C. F.  | Vicente Calderón      | 15 de enero | 12:00 | Gol T y Canal+ Liga         |
| C. A. Osasuna      | 0 - 2 | Real Racing Club  | Reyno de Navarra      | 15 de enero | 16:00 | Gol T y Canal+ Liga 2       |
| Athletic Club      | 3 - 0 | Levante U. D.     | San Mamés             | 15 de enero | 18:00 | Gol T y Canal+ Liga         |
| Real Sporting      | 2 - 1 | Málaga C. F.      | El Molinón            | 15 de enero | 19:45 | Canal+ Liga 2               |
| F. C. Barcelona    | 4 - 2 | Real Betis        | Camp Nou              | 15 de enero | 21:30 | Canal+ 1                    |

| Getafe C. F.       | 1 - 1 | Real Racing Club      | Coliseum Alfonso Pérez | 1 de mayo | 12:00 | Canal+ Liga 2          |
| Granada C. F.      | 2 - 1 | R. C. D. Espanyol     | Nuevo Los Cármenes     | 1 de mayo | 18:00 | Canal+ Liga 2          |
| Real Sporting      | 2 - 3 | Villarreal C. F.      | El Molinón             | 1 de mayo | 20:00 | Gol T y Canal+ Liga 2  |
| Atlético de Madrid | 1 - 1 | Real Sociedad         | Vicente Calderón       | 2 de mayo | 18:00 | Gol T y Canal+ Liga    |
| F. C. Barcelona    | 4 - 1 | Málaga C. F.          | Camp Nou               | 2 de mayo | 20:00 | Gol T y Canal+ Liga    |
| R. C. D. Mallorca  | 1 - 0 | Rayo Vallecano        | Iberostar Estadio      | 2 de mayo | 20:00 | Gol T y Canal+ Liga 2  |
| Real Zaragoza      | 1 - 0 | Levante U. D.         | La Romareda            | 2 de mayo | 20:00 | Gol T y Canal+ Liga 2  |
| Sevilla F. C.      | 1 - 2 | Real Betis            | Ramón Sánchez Pizjuán  | 2 de mayo | 20:00 | Canal+ 1               |
| Valencia C F.      | 4 - 0 | C. A. Osasuna         | Mestalla               | 2 de mayo | 22:00 | Gol T y Canal+ Liga    |
| Athletic Club      | 0 - 3 | Real Madrid C. F. (C) | San Mamés              | 2 de mayo | 22:00 | La Sexta, TM, TV3, TPA |

| R. C. D. Espanyol | 1 - 0 | R. C. D. Mallorca  | Cornellà-El Prat            | 28 de enero | 18:00 | Canal+ Liga 2               |
| Rayo Vallecano    | 2 - 3 | Athletic Club      | Campo de fútbol de Vallecas | 28 de enero | 18:00 | Gol T y Canal+ Liga         |
| Real Madrid C. F. | 3 - 1 | Real Zaragoza      | Santiago Bernabéu           | 28 de enero | 20:00 | Gol T y Canal+ Liga         |
| Villarreal C. F.  | 0 - 0 | F. C. Barcelona    | El Madrigal                 | 28 de enero | 22:00 | La Sexta, TM, TV3, IB3, TPA |
| Real Betis        | 1 - 2 | Granada C. F.      | Benito Villamarín           | 29 de enero | 12:00 | Canal+ Liga 2               |
| Real Sociedad     | 5 - 1 | Real Sporting      | Anoeta                      | 29 de enero | 16:00 | Canal+ Liga 2               |
| Levante U. D.     | 1 - 2 | Getafe C. F.       | Ciudad de Valencia          | 29 de enero | 16:00 | Canal+ Liga 2               |
| Real Racing Club  | 2 - 2 | Valencia C. F.     | El Sardinero                | 29 de enero | 18:00 | Canal+ Liga                 |
| Málaga C. F.      | 2 - 1 | Sevilla F. C.      | La Rosaleda                 | 29 de enero | 21:30 | Canal+ 1                    |
| C. A. Osasuna     | 0 - 1 | Atlético de Madrid | Reyno de Navarra            | 30 de enero | 21:00 | Gol T y Canal+ Liga 2       |

| R. C. D. Mallorca  | 1 - 0 | Real Betis        | Iberostar Estadio      | 4 de febrero | 18:00 | Canal+ Liga 2          |
| Athletic Club      | 3 - 3 | R. C. D. Espanyol | San Mamés              | 4 de febrero | 18:00 | Gol T y Canal+ Liga    |
| Levante U. D.      | 1 - 1 | Real Racing Club  | Ciudad de Valencia     | 4 de febrero | 18:00 | Canal+ Liga 2          |
| Getafe C. F.       | 0 - 1 | Real Madrid C. F. | Coliseum Alfonso Pérez | 4 de febrero | 20:00 | Gol T y Canal+ Liga    |
| F. C. Barcelona    | 2 - 1 | Real Sociedad     | Camp Nou               | 4 de febrero | 22:00 | La Sexta, TM, TV3, TPA |
| Real Sporting      | 1 - 1 | C. A. Osasuna     | El Molinón             | 5 de febrero | 12:00 | Canal+ Liga 2          |
| Sevilla F. C.      | 1 - 2 | Villarreal C. F.  | Ramón Sánchez Pizjuán  | 5 de febrero | 18:00 | Gol T y Canal+ Liga    |
| Real Zaragoza      | 1 - 2 | Rayo Vallecano    | La Romareda            | 5 de febrero | 19:45 | Canal+ Liga 2          |
| Atlético de Madrid | 0 - 0 | Valencia C. F.    | Vicente Calderón       | 5 de febrero | 21:30 | Canal+ 1               |
| Granada C. F.      | 2 - 1 | Málaga C. F.      | Nuevo Los Cármenes     | 6 de febrero | 21:00 | Gol T y Canal+ Liga 2  |

| Real Racing Club  | 0 - 0 | Atlético de Madrid | El Sardinero                | 11 de febrero | 18:00 | Gol T y Canal+ Liga    |
| C. A. Osasuna     | 3 - 2 | F. C. Barcelona    | Reyno de Navarra            | 11 de febrero | 20:00 | Gol T y Canal+ Liga    |
| Real Betis        | 2 - 1 | Athletic Club      | Benito Villamarín           | 11 de febrero | 22:00 | La Sexta, TM, TV3, TPA |
| R. C. D. Espanyol | 0 - 2 | Real Zaragoza      | Cornellà-El Prat            | 12 de febrero | 12:00 | Canal+ Liga 2          |
| Málaga C. F.      | 3 - 1 | R. C. D. Mallorca  | La Rosaleda                 | 12 de febrero | 16:00 | Canal+ Liga 2          |
| Rayo Vallecano    | 2 - 0 | Getafe C. F.       | Campo de fútbol de Vallecas | 12 de febrero | 16:00 | Canal+ Liga 2          |
| Valencia C. F.    | 4 - 0 | Real Sporting      | Mestalla                    | 12 de febrero | 18:00 | Gol T y Canal+ Liga    |
| Villarreal C. F.  | 3 - 1 | Granada C. F.      | El Madrigal                 | 12 de febrero | 19:45 | Canal+ Liga 2          |
| Real Madrid C. F. | 4 - 2 | Levante U. D.      | Santiago Bernabéu           | 12 de febrero | 21:30 | Canal+ 1               |
| Real Sociedad     | 2 - 0 | Sevilla F. C.      | Anoeta                      | 13 de febrero | 21:00 | Gol T y Canal+ Liga 2  |

| Getafe C. F.      | 1 - 1 | R. C. D. Espanyol  | Coliseum Alfonso Pérez | 18 de febrero | 18:00 | Gol T y Canal+ Liga    |
| Real Madrid C. F. | 4 - 0 | Real Racing Club   | Santiago Bernabéu      | 18 de febrero | 20:00 | Gol T y Canal+ Liga    |
| Sevilla F. C.     | 2 - 0 | C. A. Osasuna      | Ramón Sánchez Pizjuán  | 18 de febrero | 22:00 | La Sexta, TM, TV3, TPA |
| Granada C. F.     | 4 - 1 | Real Sociedad      | Nuevo Los Cármenes     | 19 de febrero | 12:00 | Canal+ Liga 2          |
| Athletic Club     | 3 - 0 | Málaga C. F.       | San Mamés              | 19 de febrero | 16:00 | Canal+ Liga 2          |
| Real Sporting     | 1 - 1 | Atlético de Madrid | El Molinón             | 19 de febrero | 18:00 | Gol T y Canal+ Liga    |
| R. C. D. Mallorca | 4 - 0 | Villarreal C. F.   | Iberostar Estadio      | 19 de febrero | 18:00 | Canal+ Liga 2          |
| Levante U. D.     | 3 - 5 | Rayo Vallecano     | Ciudad de Valencia     | 19 de febrero | 19:45 | Canal+ Liga 2          |
| F. C. Barcelona   | 5 - 1 | Valencia C. F.     | Camp Nou               | 19 de febrero | 21:30 | Canal+ 1               |
| Real Zaragoza     | 0 - 2 | Real Betis         | La Romareda            | 20 de febrero | 21:00 | Gol T y Canal+ Liga 2  |

| Real Racing Club   | 1 - 1 | Real Sporting     | El Sardinero                | 25 de febrero | 18:00 | Canal+ Liga 2          |
| Real Betis         | 1 - 1 | Getafe C. F.      | Benito Villamarín           | 25 de febrero | 18:00 | Canal+ Liga 2          |
| Málaga C. F.       | 5 - 1 | Real Zaragoza     | La Rosaleda                 | 25 de febrero | 20:00 | Canal+ Liga 2          |
| R. C. D. Espanyol  | 1 - 2 | Levante U. D.     | Cornellà-El Prat            | 25 de febrero | 22:00 | La Sexta, TM, TV3, TPA |
| Villarreal C. F.   | 2 - 2 | Athletic Club     | El Madrigal                 | 26 de febrero | 12:00 | Gol T y Canal+ Liga    |
| Rayo Vallecano     | 0 - 1 | Real Madrid C. F. | Campo de fútbol de Vallecas | 26 de febrero | 16:00 | Gol T y Canal+ Liga    |
| Valencia C. F.     | 1 - 2 | Sevilla F. C.     | Mestalla                    | 26 de febrero | 18:00 | Gol T y Canal+ Liga    |
| C. A. Osasuna      | 2 - 1 | Granada C. F.     | Reyno de Navarra            | 26 de febrero | 18:00 | Canal+ Liga 2          |
| Real Sociedad      | 1 - 0 | R. C. D. Mallorca | Anoeta                      | 26 de febrero | 18:00 | Canal+ Liga 2          |
| Atlético de Madrid | 1 - 2 | F. C. Barcelona   | Vicente Calderón            | 26 de febrero | 21:30 | Canal+ 1               |

| R. C. D. Mallorca | 1 - 1 | C. A. Osasuna      | Iberostar Estadio           | 3 de marzo | 18:00 | Gol T y Canal+ Liga 2  |
| Getafe C. F.      | 1 - 3 | Málaga C. F.       | Coliseum Alfonso Pérez      | 3 de marzo | 18:00 | Gol T y Canal+ Liga 2  |
| Rayo Vallecano    | 4 - 2 | Real Racing Club   | Campo de fútbol de Vallecas | 3 de marzo | 18:00 | Gol T y Canal+ Liga 2  |
| F. C. Barcelona   | 3 - 1 | Real Sporting      | Camp Nou                    | 3 de marzo | 20:00 | Gol T y Canal+ Liga    |
| Sevilla F. C.     | 1 - 1 | Atlético de Madrid | Ramón Sánchez Pizjuán       | 3 de marzo | 22:00 | La Sexta, TM, TV3, TPA |
| Real Zaragoza     | 2 - 1 | Villarreal C. F.   | La Romareda                 | 4 de marzo | 12:00 | Canal+ 2               |
| Athletic Club     | 2 - 0 | Real Sociedad      | San Mamés                   | 4 de marzo | 16:00 | Gol T y Canal+ Liga    |
| Granada C. F.     | 0 - 1 | Valencia C. F.     | Nuevo Los Cármenes          | 4 de marzo | 18:00 | Gol T y Canal+ Liga    |
| Real Madrid C. F. | 5 - 0 | R. C. D. Espanyol  | Santiago Bernabéu           | 4 de marzo | 21:30 | Canal+ 1               |
| Levante U. D.     | 3 - 1 | Real Betis         | Ciudad de Valencia          | 5 de marzo | 21:00 | Gol T y Canal+ Liga 2  |

| Real Sociedad      | 3 - 0 | Real Zaragoza     | Anoeta            | 10 de marzo | 18:00 | Canal+ Liga 2          |
| Málaga C. F.       | 1 - 0 | Levante U. D.     | La Rosaleda       | 10 de marzo | 18:00 | Canal+ Liga 2          |
| Real Sporting      | 1 - 0 | Sevilla F. C.     | El Molinón        | 10 de marzo | 20:00 | Gol T y Canal+ Liga    |
| Real Betis         | 2 - 3 | Real Madrid C. F. | Benito Villamarín | 10 de marzo | 22:00 | La Sexta, TM, TV3, TPA |
| R. C. D. Espanyol  | 5 - 1 | Rayo Vallecano    | Cornellà-El Prat  | 11 de marzo | 12:00 | Canal+ Liga 2          |
| Atlético de Madrid | 2 - 0 | Granada C. F.     | Vicente Calderón  | 11 de marzo | 12:00 | Gol T y Canal+ Liga    |
| Valencia C. F.     | 2 - 2 | R. C. D. Mallorca | Mestalla          | 11 de marzo | 16:00 | Gol T y Canal+ Liga    |
| Real Racing Club   | 0 - 2 | F. C. Barcelona   | El Sardinero      | 11 de marzo | 18:00 | Gol T y Canal+ Liga    |
| C. A. Osasuna      | 2 - 1 | Athletic Club     | Reyno de Navarra  | 11 de marzo | 21:30 | Canal+ 1               |
| Villarreal C. F.   | 1 - 2 | Getafe C. F.      | El Madrigal       | 12 de marzo | 21:30 | Gol T y Canal+ Liga 2  |

| Granada C. F.     | 2 - 1 | Real Sporting      | Nuevo Los Cármenes          | 17 de marzo | 18:00 | Canal+ Liga 2          |
| Real Zaragoza     | 1 - 1 | C. A. Osasuna      | La Romareda                 | 17 de marzo | 18:00 | Canal+ Liga 2          |
| Getafe C. F.      | 1 - 0 | Real Sociedad      | Coliseum Alfonso Pérez      | 17 de marzo | 18:00 | Canal+ Liga 2          |
| Sevilla F. C.     | 0 - 2 | F. C. Barcelona    | Ramón Sánchez Pizjuán       | 17 de marzo | 20:00 | Gol T y Canal+ Liga    |
| Rayo Vallecano    | 3 - 0 | Real Betis         | Campo de fútbol de Vallecas | 17 de marzo | 22:00 | La Sexta, TM, TV3, TPA |
| Levante U. D.     | 1 - 0 | Villarreal C. F.   | Ciudad de Valencia          | 18 de marzo | 12:00 | Gol T y Canal+ Liga    |
| R. C. D. Mallorca | 2 - 1 | Atlético de Madrid | Iberostar Estadio           | 18 de marzo | 16:00 | Gol T y Canal+ Liga    |
| Athletic Club     | 0 - 3 | Valencia C. F.     | San Mamés                   | 18 de marzo | 18:00 | Gol T y Canal+ Liga    |
| Real Madrid C. F. | 1 - 1 | Málaga C. F.       | Santiago Bernabéu           | 18 de marzo | 21:30 | Canal+ 1               |
| R. C. D. Espanyol | 3 - 1 | Real Racing Club   | Cornellà-El Prat            | 19 de marzo | 21:00 | Gol T y Canal+ Liga 2  |

| C. A. Osasuna      | 0 - 0 | Getafe C. F.      | Reyno de Navarra  | 20 de marzo | 20:00 | Canal+ Liga 2          |
| F. C. Barcelona    | 5 - 3 | Granada C. F.     | Camp Nou          | 20 de marzo | 21:00 | Gol T y Canal+ Liga    |
| Real Sporting      | 2 - 3 | R. C. D. Mallorca | El Molinón        | 21 de marzo | 20:00 | Canal+ Liga 2          |
| Atlético de Madrid | 2 - 1 | Athletic Club     | Vicente Calderón  | 21 de marzo | 20:00 | Canal+ 1               |
| Valencia C. F.     | 1 - 2 | Real Zaragoza     | Mestalla          | 21 de marzo | 20:00 | Gol T y Canal+ Liga    |
| Real Sociedad      | 1 - 3 | Levante U. D.     | Anoeta            | 21 de marzo | 20:00 | Canal+ Liga 2          |
| Villarreal C. F.   | 1 - 1 | Real Madrid C. F. | El Madrigal       | 21 de marzo | 22:00 | La Sexta, TM, TV3, TPA |
| Real Racing Club   | 0 - 3 | Sevilla F. C.     | El Sardinero      | 22 de marzo | 20:00 | Gol T y Canal+ Liga 2  |
| Real Betis         | 1 - 1 | R. C. D. Espanyol | Benito Villamarín | 22 de marzo | 20:00 | Canal+ Liga 2          |
| Málaga C. F.       | 4 - 2 | Rayo Vallecano    | La Rosaleda       | 22 de marzo | 22:00 | Gol T y Canal+ Liga    |

| R. C. D. Mallorca | 0 - 2 | F. C. Barcelona    | Iberostar Estadio           | 24 de marzo | 18:00 | Canal+ 1               |
| Real Madrid C. F. | 5 - 1 | Real Sociedad      | Santiago Bernabéu           | 24 de marzo | 20:00 | Gol T y Canal+ Liga    |
| Getafe C. F.      | 3 - 1 | Valencia C. F.     | Coliseum Alfonso Pérez      | 24 de marzo | 22:00 | La Sexta, TM, TV3, TPA |
| Real Zaragoza     | 1 - 0 | Atlético de Madrid | La Romareda                 | 25 de marzo | 12:00 | Gol T y Canal+ Liga    |
| Levante U. D.     | 0 - 2 | C. A. Osasuna      | Ciudad de Valencia          | 25 de marzo | 16:00 | Canal+ Liga 2          |
| R. C. D. Espanyol | 1 - 2 | Málaga C. F.       | Cornellà-El Prat            | 25 de marzo | 16:00 | Canal+ Liga 2          |
| Athletic Club     | 1 - 1 | Real Sporting      | San Mamés                   | 25 de marzo | 18:00 | Gol T y Canal+ Liga    |
| Rayo Vallecano    | 0 - 2 | Villarreal C. F.   | Campo de fútbol de Vallecas | 25 de marzo | 19:45 | Canal+ Liga 2          |
| Real Betis        | 1 - 1 | Real Racing Club   | Benito Villamarín           | 25 de marzo | 19:45 | Canal+ Liga 2          |
| Granada C. F.     | 0 - 3 | Sevilla F. C.      | Nuevo Los Cármenes          | 26 de marzo | 21:00 | Gol T y Canal+ Liga 2  |

| Real Racing Club   | 0 - 1 | Granada C. F.     | El Sardinero          | 31 de marzo | 18:00 | Canal+ Liga 2          |
| Real Sporting      | 1 - 2 | Real Zaragoza     | El Molinón            | 31 de marzo | 18:00 | Canal+ Liga 2          |
| C. A. Osasuna      | 1 - 5 | Real Madrid C. F. | Reyno de Navarra      | 31 de marzo | 20:00 | Gol T y Canal+ Liga    |
| F. C. Barcelona    | 2 - 0 | Athletic Club     | Camp Nou              | 31 de marzo | 22:00 | Canal+ 1               |
| Málaga C. F.       | 0 - 2 | Real Betis        | La Rosaleda           | 31 de marzo | 22:00 | Canal+ Liga 2          |
| Atlético de Madrid | 3 - 0 | Getafe C. F.      | Vicente Calderón      | 1 de abril  | 12:00 | Gol T y Canal+ Liga    |
| Valencia C. F.     | 1 - 1 | Levante U. D.     | Mestalla              | 1 de abril  | 18:00 | Gol T y Canal+ Liga    |
| Real Sociedad      | 4 - 0 | Rayo Vallecano    | Anoeta                | 1 de abril  | 21:30 | Canal+ Liga 2          |
| Villarreal C. F.   | 0 - 0 | R. C. D. Espanyol | El Madrigal           | 1 de abril  | 21:30 | La Sexta, TM, TV3, TPA |
| Sevilla F. C.      | 3 - 1 | R. C. D. Mallorca | Ramón Sánchez Pizjuán | 2 de abril  | 21:00 | Gol T y Canal+ Liga 2  |

| Getafe C. F.      | 2 - 0 | Real Sporting      | Coliseum Alfonso Pérez      | 7 de abril | 18:00 | Canal+ Liga 2          |
| Rayo Vallecano    | 6 - 0 | C. A. Osasuna      | Campo de fútbol de Vallecas | 7 de abril | 18:00 | Canal+ Liga 2          |
| R. C. D. Espanyol | 2 - 2 | Real Sociedad      | Cornellà-El Prat            | 7 de abril | 18:00 | Canal+ Liga 2          |
| Real Zaragoza     | 1 - 4 | F. C. Barcelona    | La Romareda                 | 7 de abril | 20:00 | Gol T y Canal+ Liga    |
| Real Betis        | 3 - 1 | Villarreal C. F.   | Benito Villamarín           | 7 de abril | 22:00 | La Sexta, TM, TV3, TPA |
| Levante U. D.     | 2 - 0 | Atlético de Madrid | Ciudad de Valencia          | 8 de abril | 12:00 | Gol T y Canal+ Liga 2  |
| R. C. D. Mallorca | 0 - 0 | Granada C. F.      | Iberostar Estadio           | 8 de abril | 16:00 | Canal+ Liga 2          |
| Athletic Club     | 1 - 0 | Sevilla F. C.      | San Mamés                   | 8 de abril | 18:00 | Gol T y Canal+ Liga    |
| Real Madrid C. F. | 0 - 0 | Valencia C. F.     | Santiago Bernabéu           | 8 de abril | 21:30 | Canal+ 1               |
| Málaga C. F.      | 3 - 0 | Real Racing Club   | La Rosaleda                 | 9 de abril | 21:00 | Gol T y Canal+ Liga 2  |

| C. A. Osasuna      | 2 - 0 | R. C. D. Espanyol | Reyno de Navarra      | 10 de abril | 20:00 | Canal+ Liga 2          |
| Real Sociedad      | 1 - 1 | Real Betis        | Anoeta                | 10 de abril | 20:00 | Canal+ Liga 2          |
| F. C. Barcelona    | 4 - 0 | Getafe C. F.      | Camp Nou              | 10 de abril | 21:00 | Gol T y Canal+ Liga    |
| Granada C. F.      | 2 - 2 | Athletic Club     | Nuevo Los Cármenes    | 11 de abril | 20:00 | Gol T y Canal+ Liga    |
| Real Sporting      | 3 - 2 | Levante U. D.     | El Molinón            | 11 de abril | 20:00 | Canal+ Liga 2          |
| Valencia C. F.     | 4 - 1 | Rayo Vallecano    | Mestalla              | 11 de abril | 20:00 | Canal+ 1               |
| Atlético de Madrid | 1 - 4 | Real Madrid C. F. | Vicente Calderón      | 11 de abril | 22:00 | La Sexta, TM, TV3, TPA |
| Villarreal C. F.   | 2 - 1 | Málaga C. F.      | El Madrigal           | 12 de abril | 20:00 | Gol T y Canal+ Liga    |
| Real Racing Club   | 0 - 3 | R. C. D. Mallorca | El Sardinero          | 12 de abril | 21:00 | Canal+ Liga 2          |
| Sevilla F. C.      | 3 - 0 | Real Zaragoza     | Ramón Sánchez Pizjuán | 12 de abril | 22:00 | Gol T y Canal+ Liga 2  |

| Real Madrid C. F. | 3 - 1 | Real Sporting      | Santiago Bernabéu           | 14 de abril | 20:00 | Gol T y Canal+ Liga    |
| Levante U. D.     | 1 - 2 | F. C. Barcelona    | Ciudad de Valencia          | 14 de abril | 22:00 | La Sexta, TM, TV3, TPA |
| R. C. D. Espanyol | 4 - 0 | Valencia C. F.     | Cornellà-El Prat            | 15 de abril | 12:00 | Gol T y Canal+ Liga 2  |
| Real Zaragoza     | 1 - 0 | Granada C. F.      | La Romareda                 | 15 de abril | 16:00 | Canal+ Liga 2          |
| Real Betis        | 1 - 0 | C. A. Osasuna      | Benito Villamarín           | 15 de abril | 16:00 | Canal+ Liga 2          |
| Málaga C. F.      | 1 - 1 | Real Sociedad      | La Rosaleda                 | 15 de abril | 16:00 | Canal+ Liga 2          |
| Villarreal C. F.  | 1 - 1 | Real Racing Club   | El Madrigal                 | 15 de abril | 16:00 | Canal+ Liga 2          |
| Athletic Club     | 1 - 0 | R. C. D. Mallorca  | San Mamés                   | 15 de abril | 18:00 | Gol T y Canal+ Liga    |
| Rayo Vallecano    | 0 - 1 | Atlético de Madrid | Campo de fútbol de Vallecas | 15 de abril | 21:30 | Canal+ 1               |
| Getafe C. F.      | 5 - 1 | Sevilla F. C.      | Coliseum Alfonso Pérez      | 16 de abril | 21:00 | Gol T y Canal+ Liga 2  |

| R. C. D. Mallorca  | 1 - 0 | Real Zaragoza     | Iberostar Estadio     | 21 de abril | 18:00 | Canal+ Liga 2          |
| Real Sporting      | 2 - 1 | Rayo Vallecano    | El Molinón            | 21 de abril | 18:00 | Canal+ Liga 2          |
| F. C. Barcelona    | 1 - 2 | Real Madrid C. F. | Camp Nou              | 21 de abril | 20:00 | Gol T y Canal+ Liga    |
| Sevilla F. C.      | 1 - 1 | Levante U. D.     | Ramón Sánchez Pizjuán | 21 de abril | 22:30 | La Sexta, TM, TV3, TPA |
| Granada C. F.      | 1 - 0 | Getafe C. F.      | Nuevo Los Cármenes    | 22 de abril | 12:00 | Canal+ Liga 2          |
| Real Sociedad      | 1 - 1 | Villarreal C. F.  | Anoeta                | 22 de abril | 12:00 | Canal+ Liga 2          |
| Real Racing Club   | 0 - 1 | Athletic Club     | El Sardinero          | 22 de abril | 16:00 | Gol T y Canal+ Liga    |
| Atlético de Madrid | 3 - 1 | R. C. D. Espanyol | Vicente Calderón      | 22 de abril | 18:00 | Gol T y Canal+ Liga    |
| Valencia C. F.     | 4 - 0 | Real Betis        | Mestalla              | 22 de abril | 21:30 | Canal+ 1               |
| C. A. Osasuna      | 1 - 1 | Málaga C. F.      | Reyno de Navarra      | 23 de abril | 21:00 | Gol T y Canal+ Liga 2  |

| Getafe C. F.      | 1 - 3 | R. C. D. Mallorca  | Coliseum Alfonso Pérez      | 28 de abril | 18:00 | Canal+ Liga 2          |
| Levante U. D.     | 3 - 1 | Granada C. F.      | Ciudad de Valencia          | 28 de abril | 18:00 | Canal+ Liga 2          |
| R. C. D. Espanyol | 0 - 3 | Real Sporting      | Cornellà-El Prat            | 28 de abril | 18:00 | Canal+ Liga 2          |
| Real Sociedad     | 3 - 0 | Real Racing Club   | Anoeta                      | 28 de abril | 18:00 | Canal+ Liga 2          |
| Villarreal C. F.  | 1 - 1 | C. A. Osasuna      | El Madrigal                 | 28 de abril | 22:00 | La Sexta, TM, TV3, TPA |
| Real Madrid C. F. | 3 - 0 | Sevilla F. C.      | Santiago Bernabéu           | 29 de abril | 12:00 | Gol T y Canal+ Liga    |
| Real Zaragoza     | 2 - 0 | Athletic Club      | La Romareda                 | 29 de abril | 16:00 | Gol T y Canal+ Liga 2  |
| Málaga C. F.      | 1 - 0 | Valencia C. F.     | La Rosaleda                 | 29 de abril | 18:00 | Gol T y Canal+ Liga    |
| Real Betis        | 2 - 2 | Atlético de Madrid | Benito Villamarín           | 29 de abril | 19:45 | Gol T y Canal+ Liga    |
| Rayo Vallecano    | 0 - 7 | F. C. Barcelona    | Campo de fútbol de Vallecas | 29 de abril | 21:30 | Canal+ 1               |

| Real Zaragoza      | 2 - 1 | Real Racing Club  | La Romareda           | 5 de mayo | 21:00 | Gol T y Canal+ Liga    |
| Athletic Club      | 0 - 0 | Getafe C. F.      | San Mamés             | 5 de mayo | 21:00 | Canal+ Liga 2          |
| R. C. D. Mallorca  | 1 - 0 | Levante U. D.     | Iberostar Estadio     | 5 de mayo | 21:00 | Canal+ Liga 2          |
| Granada C. F.      | 1 - 2 | Real Madrid C. F. | Nuevo Los Cármenes    | 5 de mayo | 21:00 | Canal+ 1               |
| Sevilla F. C.      | 5 - 2 | Rayo Vallecano    | Ramón Sánchez Pizjuán | 5 de mayo | 21:00 | Canal+ Liga 2          |
| F. C. Barcelona    | 4 - 0 | R. C. D. Espanyol | Camp Nou              | 5 de mayo | 21:00 | Gol T y Canal+ Liga    |
| Real Sporting      | 2 - 1 | Real Betis        | El Molinón            | 5 de mayo | 21:00 | Gol T y Canal+ Liga 2  |
| Atlético de Madrid | 2 - 1 | Málaga C. F.      | Vicente Calderón      | 5 de mayo | 21:00 | La Sexta, TM, TV3, TPA |
| Valencia C. F.     | 1 - 0 | Villarreal C. F.  | Mestalla              | 5 de mayo | 21:00 | Gol T y Canal+ Liga    |
| C. A. Osasuna      | 1 - 0 | Real Sociedad     | Reyno de Navarra      | 5 de mayo | 21:00 | Canal+ Liga 2          |

| Real Sociedad     | 1 - 0 | Valencia C. F.     | Anoeta                      | 12 de mayo | 20:00 | Canal+ Liga 2          |
| Real Betis        | 2 - 2 | F. C. Barcelona    | Benito Villamarín           | 12 de mayo | 22:00 | Gol T y Canal+ Liga    |
| Getafe C. F.      | 0 - 2 | Real Zaragoza      | Coliseum Alfonso Pérez      | 13 de mayo | 20:00 | Gol T y Canal+ Liga 2  |
| Levante U. D.     | 3 - 0 | Athletic Club      | Ciudad de Valencia          | 13 de mayo | 20:00 | Canal+ Liga 2          |
| Real Madrid C. F. | 4 - 1 | R. C. D. Mallorca  | Santiago Bernabéu           | 13 de mayo | 20:00 | Gol T y Canal+ Liga    |
| Rayo Vallecano    | 1 - 0 | Granada C. F.      | Campo de fútbol de Vallecas | 13 de mayo | 20:00 | Canal+ 1               |
| R. C. D. Espanyol | 1 - 1 | Sevilla F. C.      | Cornellà-El Prat            | 13 de mayo | 20:00 | Canal+ Liga 2          |
| Málaga C. F.      | 1 - 0 | Real Sporting      | La Rosaleda                 | 13 de mayo | 20:00 | Gol T y Canal+ Liga 2  |
| Villarreal C. F.  | 0 - 1 | Atlético de Madrid | El Madrigal                 | 13 de mayo | 20:00 | La Sexta, TM, TV3, TPA |
| Real Racing Club  | 2 - 4 | C. A. Osasuna      | El Sardinero                | 13 de mayo | 20:00 | Canal+ Liga 2          |

### Tabla de resultados cruzados
| Local \ Visitante   | ATH | ATM | BAR | BET | ESP | GET | GRA | LEV | MAL | MLL | OSA | RAC | RAY | RMA | RSO | SEV | SPO | VAL | VIL | ZAR |
| ------------------- | --- | --- | --- | --- | --- | --- | --- | --- | --- | --- | --- | --- | --- | --- | --- | --- | --- | --- | --- | --- |
| Athletic Club       | —   | 3–0 | 2–2 | 2–3 | 3–3 | 0–0 | 0–1 | 3–0 | 3–0 | 1–0 | 3–1 | 1–1 | 1–1 | 0–3 | 2–0 | 1–0 | 1–1 | 0–3 | 1–1 | 2–1 |
| Atlético de Madrid  | 2–1 | —   | 1–2 | 0–2 | 3–1 | 3–0 | 2–0 | 3–2 | 2–1 | 1–1 | 0–0 | 4–0 | 3–1 | 1–4 | 1–1 | 0–0 | 4–0 | 0–0 | 3–0 | 3–1 |
| F. C. Barcelona     | 2–0 | 5–0 | —   | 4–2 | 4–0 | 4–0 | 5–3 | 5–0 | 4–1 | 5–0 | 8–0 | 3–0 | 4–0 | 1–2 | 2–1 | 0–0 | 3–1 | 5–1 | 5–0 | 4–0 |
| Real Betis          | 2–1 | 2–2 | 2–2 | —   | 1–1 | 1–1 | 1–2 | 0–1 | 0–0 | 1–0 | 1–0 | 1–1 | 0–2 | 2–3 | 2–3 | 1–1 | 2–0 | 2–1 | 3–1 | 4–3 |
| R. C. D. Espanyol   | 2–1 | 4–2 | 1–1 | 1–0 | —   | 1–0 | 3–0 | 1–2 | 1–2 | 1–0 | 1–2 | 3–1 | 5–1 | 0–4 | 2–2 | 1–1 | 0–3 | 4–0 | 0–0 | 0–2 |
| Getafe C. F.        | 0–0 | 3–2 | 1–0 | 1–0 | 1–1 | —   | 1–0 | 1–1 | 1–3 | 1–3 | 2–2 | 1–1 | 0–1 | 0–1 | 1–0 | 5–1 | 2–0 | 3–1 | 0–0 | 0–2 |
| Granada C. F.       | 2–2 | 0–0 | 0–1 | 0–1 | 2–1 | 1–0 | —   | 2–1 | 2–1 | 2–2 | 1–1 | 0–0 | 1–2 | 1–2 | 4–1 | 0–3 | 2–1 | 0–1 | 1–0 | 1–0 |
| Levante U. D.       | 3–0 | 2–0 | 1–2 | 3–1 | 3–1 | 1–2 | 3–1 | —   | 3–0 | 0–0 | 0–2 | 1–1 | 3–5 | 1–0 | 3–2 | 1–0 | 4–0 | 0–2 | 1–0 | 0–0 |
| Málaga C. F.        | 1–0 | 0–0 | 1–4 | 0–2 | 2–1 | 3–2 | 4–0 | 1–0 | —   | 3–1 | 1–1 | 3–0 | 4–2 | 0–4 | 1–1 | 2–1 | 1–0 | 1–0 | 2–1 | 5–1 |
| R. C. D. Mallorca   | 1–1 | 2–1 | 0–2 | 1–0 | 1–0 | 1–2 | 0–0 | 1–0 | 0–1 | —   | 1–1 | 2–1 | 1–0 | 1–2 | 2–1 | 0–0 | 1–2 | 1–1 | 4–0 | 1–0 |
| C. A. Osasuna       | 2–1 | 0–1 | 3–2 | 2–1 | 2–0 | 0–0 | 2–1 | 2–0 | 1–1 | 2–2 | —   | 0–2 | 0–0 | 1–5 | 1–0 | 0–0 | 2–1 | 1–1 | 2–1 | 3–0 |
| Racing de Santander | 0–1 | 0–0 | 0–2 | 1–0 | 0–1 | 1–2 | 0–1 | 0–0 | 1–3 | 0–3 | 2–4 | —   | 1–1 | 0–0 | 0–0 | 0–3 | 1–1 | 2–2 | 1–0 | 1–0 |
| Rayo Vallecano      | 2–3 | 0–1 | 0–7 | 3–0 | 0–1 | 2–0 | 1–0 | 1–2 | 2–0 | 0–1 | 6–0 | 4–2 | —   | 0–1 | 4–0 | 2–1 | 1–3 | 1–2 | 0–2 | 0–0 |
| Real Madrid C. F.   | 4–1 | 4–1 | 1–3 | 4–1 | 5–0 | 4–2 | 5–1 | 4–2 | 1–1 | 4–1 | 7–1 | 4–0 | 6–2 | —   | 5–1 | 3–0 | 3–1 | 0–0 | 3–0 | 3–1 |
| Real Sociedad       | 1–2 | 0–4 | 2–2 | 1–1 | 0–0 | 0–0 | 1–0 | 1–3 | 3–2 | 1–0 | 0–0 | 3–0 | 4–0 | 0–1 | —   | 2–0 | 5–1 | 1–0 | 1–1 | 3–0 |
| Sevilla F. C.       | 1–2 | 1–1 | 0–2 | a   | 0–0 | 3–0 | 1–2 | 1–1 | 2–1 | 3–1 | 2–0 | 2–2 | 5–2 | 2–6 | 1–0 | —   | 2–1 | 1–0 | 1–2 | 3–0 |
| Sporting de Gijón   | 1–1 | 1–1 | 0–1 | 2–1 | 1–2 | 2–1 | 2–0 | 3–2 | 2–1 | 2–3 | 1–1 | 0–0 | 2–1 | 0–3 | 1–2 | 1–0 | —   | 0–1 | 2–3 | 1–2 |
| Valencia C. F.      | 1–1 | 1–0 | 2–2 | 4–0 | 2–1 | 3–1 | 1–0 | 1–1 | 2–0 | 2–2 | 4–0 | 4–3 | 4–1 | 2–3 | 0–1 | 1–2 | 4–0 | —   | 1–0 | 1–2 |
| Villarreal C. F.    | 0–1 | 2–2 | 0–0 | 1–0 | 0–0 | 1–2 | 3–1 | 0–3 | 2–1 | 2–0 | 1–1 | 1–1 | 2–0 | 1–1 | 1–1 | 2–2 | 3–0 | 2–2 | —   | 2–2 |
| Real Zaragoza       | 2–0 | 1–0 | 1–4 | 0–2 | 2–1 | 1–1 | 1–0 | 1–0 | 0–0 | 0–1 | 1–1 | 2–1 | 1–2 | 0–6 | 2–0 | 0–1 | 2–2 | 0–1 | 2–1 | —   |

## Estadísticas
A continuación, se detallan las listas con los máximos goleadores, los mayores asistentes y los mejores recuperadores de Primera División, de acuerdo con los datos oficiales de la Liga Nacional de Fútbol Profesional:

### Máximos goleadores
| Pos. | Jugador           | Equipo             | Goles |
| ---- | ----------------- | ------------------ | ----- |
| 1.º  | Lionel Messi      | F. C. Barcelona    | 50    |
| 2.º  | Cristiano Ronaldo | Real Madrid C. F.  | 46    |
| 3.º  | Radamel Falcao    | Atlético de Madrid | 24    |
| 4.º  | Gonzalo Higuaín   | Real Madrid C. F.  | 23    |
| 5.º  | Karim Benzema     | Real Madrid C. F.  | 20    |
| 6.º  | Fernando Llorente | Athletic Club      | 19    |
| 6.º  | Roberto Soldado   | Valencia C. F.     | 19    |
| 8.º  | Rubén Castro      | Real Betis         | 17    |
| 9.º  | Michu             | Rayo Vallecano     | 16    |
| 9.º  | Arouna Koné       | Levante U. D.      | 16    |

### Máximos asistentes
| Pos. | Jugador           | Equipo            | Asist. |
| ---- | ----------------- | ----------------- | ------ |
| 1.º  | Mesut Özil        | Real Madrid C. F. | 18     |
| 2.º  | Lionel Messi      | F. C. Barcelona   | 15     |
| 2.º  | Ángel Di María    | Real Madrid C. F. | 15     |
| 4.º  | Cristiano Ronaldo | Real Madrid C. F. | 13     |
| 4.º  | Jesús Navas       | Sevilla F. C.     | 13     |
| 6.º  | Daniel Alves      | F. C. Barcelona   | 11     |
| 7.º  | Kaká              | Real Madrid C. F. | 10     |
| 8.º  | Andrés Iniesta    | F. C. Barcelona   | 9      |
| 8.º  | Gonzalo Castro    | Málaga C. F       | 9      |
| 8.º  | Xabi Alonso       | Real Madrid C. F. | 9      |
| 11.º | José Barkero      | Levante           | 8      |
| 11.º | Raúl García       | Osasuna           | 8      |
| 11.º | Sergio García     | Espanyol          | 8      |
| 11.º | Cesc Fàbregas     | F .C. Barcelona   | 8      |

- Fuente: ESPN
- Última actualización: 29 de junio de 2017

### Máximos recuperadores
| Pos. | Jugador           | Equipo            | Recup. |
| ---- | ----------------- | ----------------- | ------ |
| 1.º  | Chico             | R. C. D. Mallorca | 384    |
| 2.º  | Martín Demichelis | Málaga C. F.      | 370    |
| 3.º  | Cata Díaz         | Getafe C. F.      | 366    |
| 4.º  | Bruno Soriano     | Villarreal C. F.  | 356    |
| 5.º  | Javi Fuego        | Rayo Vallecano    | 350    |
| 6.º  | Iván Ramis        | R. C. D. Mallorca | 342    |
| 7.º  | Héctor Moreno     | R. C. D. Espanyol | 335    |
| 8.º  | Fernando Navarro  | Sevilla F. C.     | 334    |
| 9.º  | Nacho Pérez       | Real Betis        | 328    |
| 9.º  | Alejandro Arribas | Rayo Vallecano    | 328    |

### Clasificación Juego Limpio (Fair-Play)
| Pos. | Equipo      | Partidos | Tarjeta amarilla | Segunda tarjeta amarilla y expulsión · Segunda tarjeta amarilla y expulsión | Tarjeta roja directa | Partidos de suspensión (Jugador, solo si +3) | Partidos de suspensión (Cuerpo técnico o directiva) | Incidentes del público |   | Puntos |
| ---- | ----------- | -------- | ---------------- | --------------------------------------------------------------------------- | -------------------- | -------------------------------------------- | --------------------------------------------------- | ---------------------- | - | ------ |
| 1    | Málaga      | 38       | 70               | 2                                                                           | 4                    | –                                            | –                                                   | 1 leve29               | – | 91     |
| 1    | Barcelona   | 38       | 79               | 2                                                                           | 1                    | –                                            | 19                                                  | –                      | – | 91     |
| 3    | Villarreal  | 38       | 86               | 4                                                                           | 2                    | –                                            | 38,13,21                                            | –                      | – | 115    |
| 4    | R. Sociedad | 38       | 73               | 6                                                                           | 3                    | –                                            | 224,29                                              | 3 leves7,9,27          | – | 119    |
| 5    | Athletic    | 38       | 101              | 6                                                                           | 1                    | –                                            | 16                                                  | 1 leve20               | – | 126    |
| 6    | R. Madrid   | 38       | 91               | 3                                                                           | 2                    | –                                            | 415,25,29,29                                        | 1 leve28               | – | 128    |
| 7    | Levante     | 38       | 120              | 5                                                                           | 0                    | –                                            | –                                                   | 1 leve35               | – | 135    |
| 8    | Racing      | 38       | 117              | 3                                                                           | 3                    | –                                            | 12                                                  | –                      | – | 137    |
| 9    | Osasuna     | 38       | 98               | 4                                                                           | 2                    | –                                            | 420,27,31,34                                        | 1 grave27              | – | 138    |
| 10   | Sporting    | 38       | 117              | 5                                                                           | 0                    | –                                            | 120                                                 | 2 leves15,20           | – | 142    |
| 11   | Rayo        | 38       | 125              | 1                                                                           | 2                    | –                                            | 111                                                 | 1 leve5                | – | 143    |
| 12   | Mallorca    | 38       | 118              | 2                                                                           | 4                    | –                                            | 119                                                 | 1 leve30               | – | 144    |
| 13   | At. Madrid  | 38       | 131              | 2                                                                           | 2                    | –                                            | –                                                   | 1 leve33               | – | 146    |
| 14   | Betis       | 38       | 104              | 3                                                                           | 4                    | –                                            | 135                                                 | 5 leves1,5,14,18,36    | – | 152    |
| 14   | Valencia    | 38       | 127              | 1                                                                           | 6                    | –                                            | 128                                                 | –                      | – | 152    |
| 16   | Getafe      | 38       | 120              | 4                                                                           | 4                    | –                                            | 33,15,23                                            | –                      | – | 155    |
| 17   | Sevilla     | 38       | 112              | 6                                                                           | 3                    | –                                            | –                                                   | 5 leves8,13,19,20,35   | – | 158    |
| 18   | Espanyol    | 38       | 130              | 4                                                                           | 2                    | –                                            | 26,17                                               | 1 leve18               | – | 159    |
| 19   | Zaragoza    | 38       | 126              | 5                                                                           | 3                    | –                                            | 226,32                                              | 1 leve20               | – | 160    |
| 20   | Granada     | 38       | 107              | 4                                                                           | 5                    | 1837                                         | 237                                                 | 1 muy grave13          | – | 165    |

Fuentes: RFEF Clasificación final del Premio Juego Limpio, Actas arbitrales Archivado el 23 de junio de 2011 en Wayback Machine., Resoluciones del Comité de Competición, , Noticias en Marca del CEDD, Directorio del web de la RFEF sobre clasificaciones del Juego Limpio y Código Disciplinario de la RFEF
Nota importante: Esta tabla no es un recuento de las tarjetas y sanciones de los partidos, se tienen en cuenta también aquellas que se han retirado o impuesto por los cuerpos competentes para ello (Comité de Competición, Comité de Apelación y Comité Español de Disciplina Deportiva (CEDD))

Leyenda
| Icono | Término                                             | Puntuación                                              | Descripción |
| --- | --------------------------------------------------- | ------------------------------------------------------- | --- |
| | Tarjeta amarilla                                    | 1 punto/tarjeta amarilla                                | |
| | Segunda tarjeta amarilla y expulsión                | 2 puntos/segunda tarjeta amarilla                       | Si un jugador ve la segunda amarilla, ésta cuenta 2 puntos |
| | Tarjeta roja                                        | 3 puntos/roja directa                                   | |
| También contabilizan amonestaciones post-partido y a no jugadores |                                                     |                                                         | |
| | Partidos de suspensión (Jugadores)                  | Tantos puntos como partidos de suspensión               | Cuando un jugador está castigado con no jugar los siguientes x partidos, solo contabiliza cuando la pena es mayor a 3 partidos                                               |
| | Partidos de suspensión (Cuerpo técnico o directiva) | 5 puntos/partido de suspensión                          | Cuando alguien del club (normalmente cuerpo técnico) está castigado con no asistir los siguientes x partidos. Si previamente fue amonestado no cuentan dichas amonestaciones |
| | Incidentes del público                              | 5 puntos (leve), 6 puntos (grave), 7 puntos (muy grave) | Cuando el público realiza algún altercado como explosiones, bengalas, lanzamiento de objetos al campo, cánticos racistas... etc.                                             |
| | Cierre del estadio                                  | 10 puntos/partido con el estadio clausurado             | Cuando los incidentes en el estadio fueron tan graves que se castigó con el cierre del estadio                                                                               |
| El número en superíndice es la jornada correspondiente a la sanción. Si hubo sanciones a diferentes personas en una misma jornada, el número es repetido tantas veces como personas diferentes se les impuso una sanción |                                                     |                                                         | |

## Premios

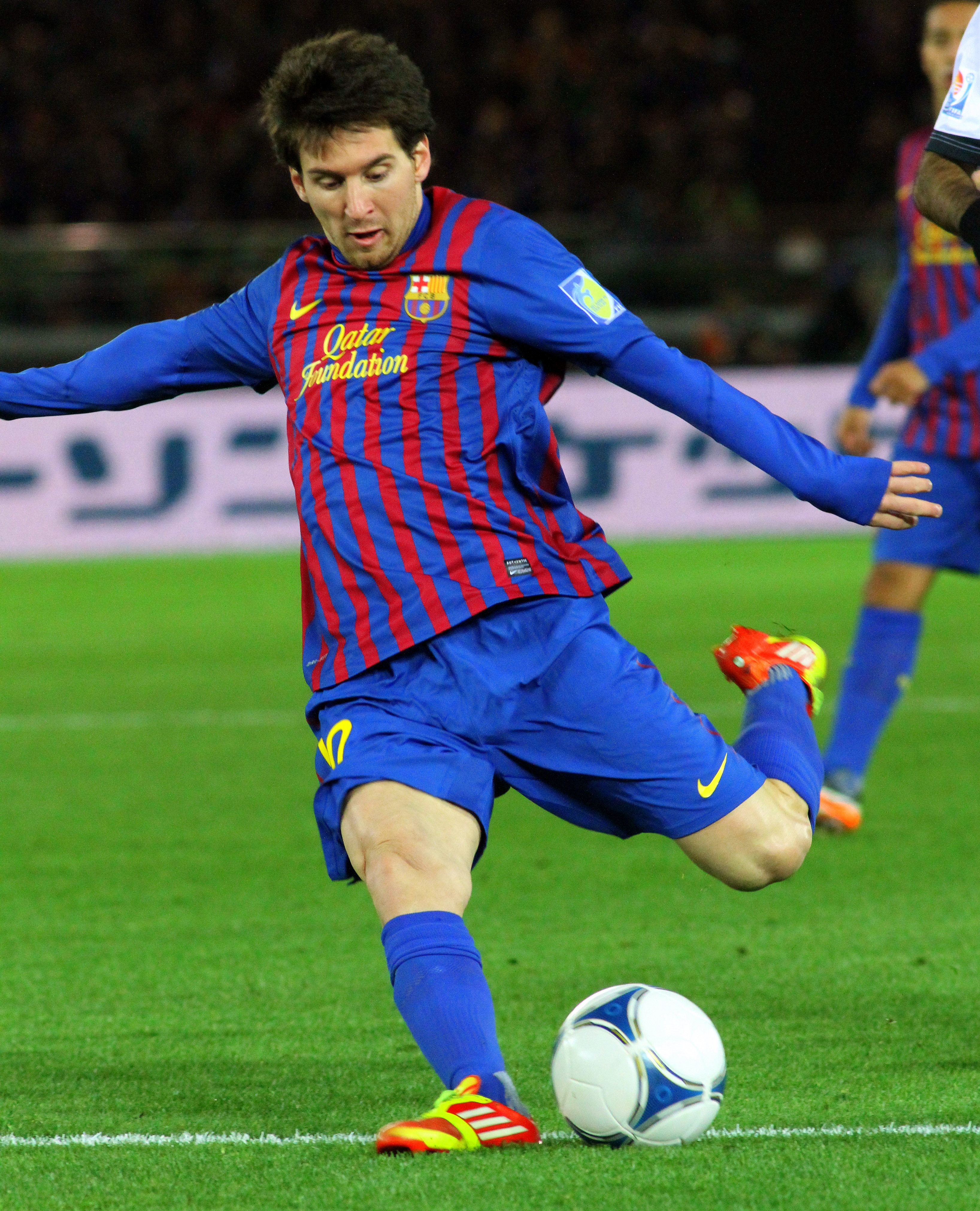
Lionel Messi batió el récord establecido en la temporada anterior y ganó su segundo Pichichi con 50 goles.

### Trofeo Pichichi
El Trofeo Pichichi es el premio otorgado anualmente por el diario deportivo Marca al máximo goleador de la Primera División de España. Cabe señalar que los goles de este trofeo no se contabilizan según las actas arbitrales, sino según el criterio del diario Marca, por lo que pueden no coincidir con la cifra de goles contabilizada por la LFP.
| Pos. | Jugador           | Equipo             | Goles |
| ---- | ----------------- | ------------------ | ----- |
| 1.º  | Lionel Messi      | F. C. Barcelona    | 50    |
| 2.º  | Cristiano Ronaldo | Real Madrid C. F.  | 46    |
| 3.º  | Radamel Falcao    | Atlético de Madrid | 24    |
| 4.º  | Gonzalo Higuaín   | Real Madrid C. F.  | 22    |
| 5.º  | Karim Benzema     | Real Madrid C. F.  | 21    |
| 6.º  | Fernando Llorente | Athletic Club      | 17    |
| 6.º  | Roberto Soldado   | Valencia C. F.     | 17    |
| 8.º  | Rubén Castro      | Real Betis         | 16    |
| 9.º  | Michu             | Rayo Vallecano     | 15    |
| 9.º  | Arouna Koné       | Levante U. D.      | 15    |

### Trofeo Zarra
El Trofeo Zarra es un premio otorgado por el diario deportivo Marca al máximo goleador español de la temporada. Al igual que el Trofeo Pichichi, no tiene en cuenta las actas arbitrales, sino las apreciaciones propias del diario Marca.

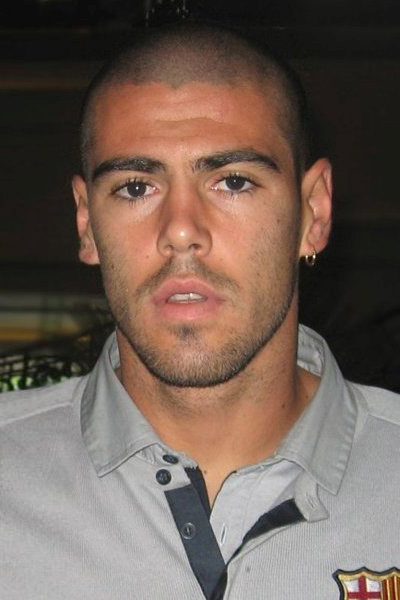
Por cuarta temporada consecutiva, y quinta en total, el Zamora fue para Víctor Valdés.

| Pos. | Jugador           | Equipo          | Goles |
| ---- | ----------------- | --------------- | ----- |
| 1.º  | Fernando Llorente | Athletic Club   | 17    |
| 1.º  | Roberto Soldado   | Valencia C. F.  | 17    |
| 3.º  | Rubén Castro      | Real Betis      | 16    |
| 4.º  | Michu             | Rayo Vallecano  | 15    |
| 5.º  | Álvaro Negredo    | Sevilla F. C.   | 14    |
| 6.º  | Raúl García       | C. A. Osasuna   | 11    |
| 7.º  | Xavi Hernández    | F. C. Barcelona | 10    |
| 7.º  | Manu del Moral    | Sevilla F. C.   | 10    |
| 7.º  | Imanol Agirretxe  | Real Sociedad   | 10    |

### Trofeo Zamora
El Trofeo Zamora es el galardón otorgado desde el año 1959 por el diario deportivo Marca al portero de fútbol menos goleado de la Primera División. Para optar al título hay que participar, como mínimo, en 28 partidos de liga y jugar al menos 60 minutos en cada uno de ellos.

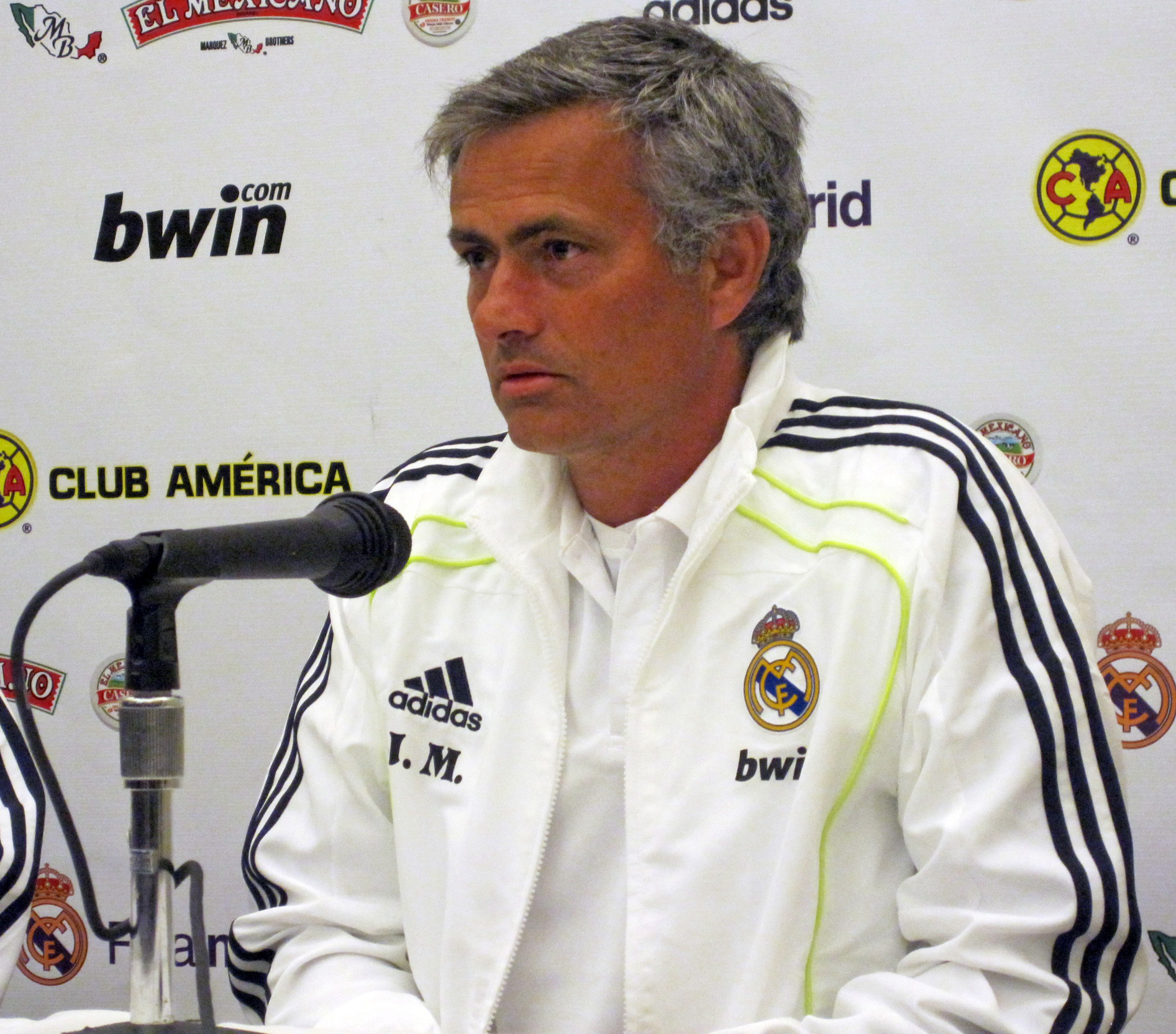
José Mourinho repitió triunfo en el Miguel Muñoz tras ser el primer entrenador portugués en ganar la Liga.

| Pos. | Jugador           | Equipo             | Goles enc. | Partidos | Cociente |
| ---- | ----------------- | ------------------ | ---------- | -------- | -------- |
| 1.º  | Víctor Valdés     | F. C. Barcelona    | 28         | 35       | 0.8      |
| 2.º  | Iker Casillas     | Real Madrid C. F.  | 31         | 37       | 0.84     |
| 3.º  | Thibaut Courtois  | Atlético de Madrid | 41         | 36       | 1.14     |
| 4.º  | Dudu Aouate       | R. C. D. Mallorca  | 45         | 36       | 1.25     |
| 5.º  | Miguel Ángel Moyá | Getafe C. F.       | 48         | 36       | 1.33     |

### Trofeo Miguel Muñoz
El Trofeo Miguel Muñoz es el premio que concede el diario deportivo Marca al entrenador más destacado de la temporada.
| Pos. | Entrenador            | Equipo            | Puntos |
| ---- | --------------------- | ----------------- | ------ |
| 1.º  | José Mourinho         | Real Madrid C. F. | 77     |
| 2.º  | Pep Guardiola         | F. C. Barcelona   | 73     |
| 3.º  | Juan Ignacio Martínez | Levante U. D.     | 65     |
| 4.º  | José Ramón Sandoval   | Rayo Vallecano    | 62     |
| 5.º  | Mauricio Pochettino   | R. C. D. Espanyol | 61     |
| 6.º  | Pepe Mel              | Real Betis        | 58     |
| 7.º  | Luis García Plaza     | Getafe C. F.      | 56     |
| 7.º  | Manuel Pellegrini     | Málaga C. F.      | 56     |
| 9.º  | Marcelo Bielsa        | Athletic Club     | 54     |
| 10.º | José Luis Mendilibar  | C. A. Osasuna     | 53     |

### Trofeo Guruceta
El Trofeo Guruceta es el premio que concede el diario deportivo Marca al árbitro más destacado de la temporada.
| Pos. | Árbitro                     | Puntos. | Partidos | Coeficiente |
| ---- | --------------------------- | ------- | -------- | ----------- |
| 1.º  | Carlos Delgado Ferreiro     | 22      | 16       | 1.38        |
| 2.º  | Fernando Teixeira Vitienes  | 27      | 20       | 1.35        |
| 3.º  | José Luis González González | 26      | 21       | 1.24        |
| 3.º  | David Fernández Borbalán    | 21      | 17       | 1.24        |
| 5.º  | Xavier Estrada Fernández    | 27      | 22       | 1.23        |
| 6.º  | Alberto Undiano Mallenco    | 23      | 19       | 1.21        |
| 7.º  | Alfonso Álvarez Izquierdo   | 24      | 20       | 1.2         |
| 7.º  | Carlos Clos Gómez           | 24      | 20       | 1.2         |
| 9.º  | Miguel Ángel Pérez Lasa     | 20      | 17       | 1.18        |
| 10.º | César Muñiz Fernández       | 23      | 20       | 1.15        |

### Trofeo EFE
El Trofeo EFE es un galardón que otorga anualmente, desde la campaña 1991/92, la agencia de noticias EFE a aquellos futbolistas latinoamericanos que, durante la temporada, hayan conseguido la mayor cantidad de puntos de acuerdo con la opinión de los redactores de la agencia.
| Pos. | Jugador         | Equipo             | Puntos | Partidos | Promedio |
| ---- | --------------- | ------------------ | ------ | -------- | -------- |
| 1.º  | Lionel Messi    | F. C. Barcelona    | 245    | 37       | 6.62     |
| 2.º  | Gonzalo Higuaín | Real Madrid C. F.  | 227    | 35       | 6.49     |
| 3.º  | Kaká            | Real Madrid C F.   | 167    | 27       | 6.19     |
| 4.º  | Radamel Falcao  | Atlético de Madrid | 207    | 34       | 6.09     |
| 5.º  | Marcelo Vieira  | Real Madrid C. F.  | 194    | 32       | 6.06     |

## Fichajes destacados
| Jugador        | Precio       | Club                    | Club de origen |
| -------------- | ------------ | ----------------------- | -------------- |
| Radamel Falcao | 47 000 000 € | Club Atlético de Madrid | FC Oporto      |
| Cesc Fàbregas  | 34 000 000 € | FC Barcelona            | Arsenal FC     |
| Santi Cazorla  | 21 000 000 € | Málaga CF               | Villarreal CF  |